# Distrito fitogeográfico del monte de llanuras y mesetas

Paisaje en el parque nacional Lihué Calel (provincia de La Pampa) con la flora y la fauna típica.

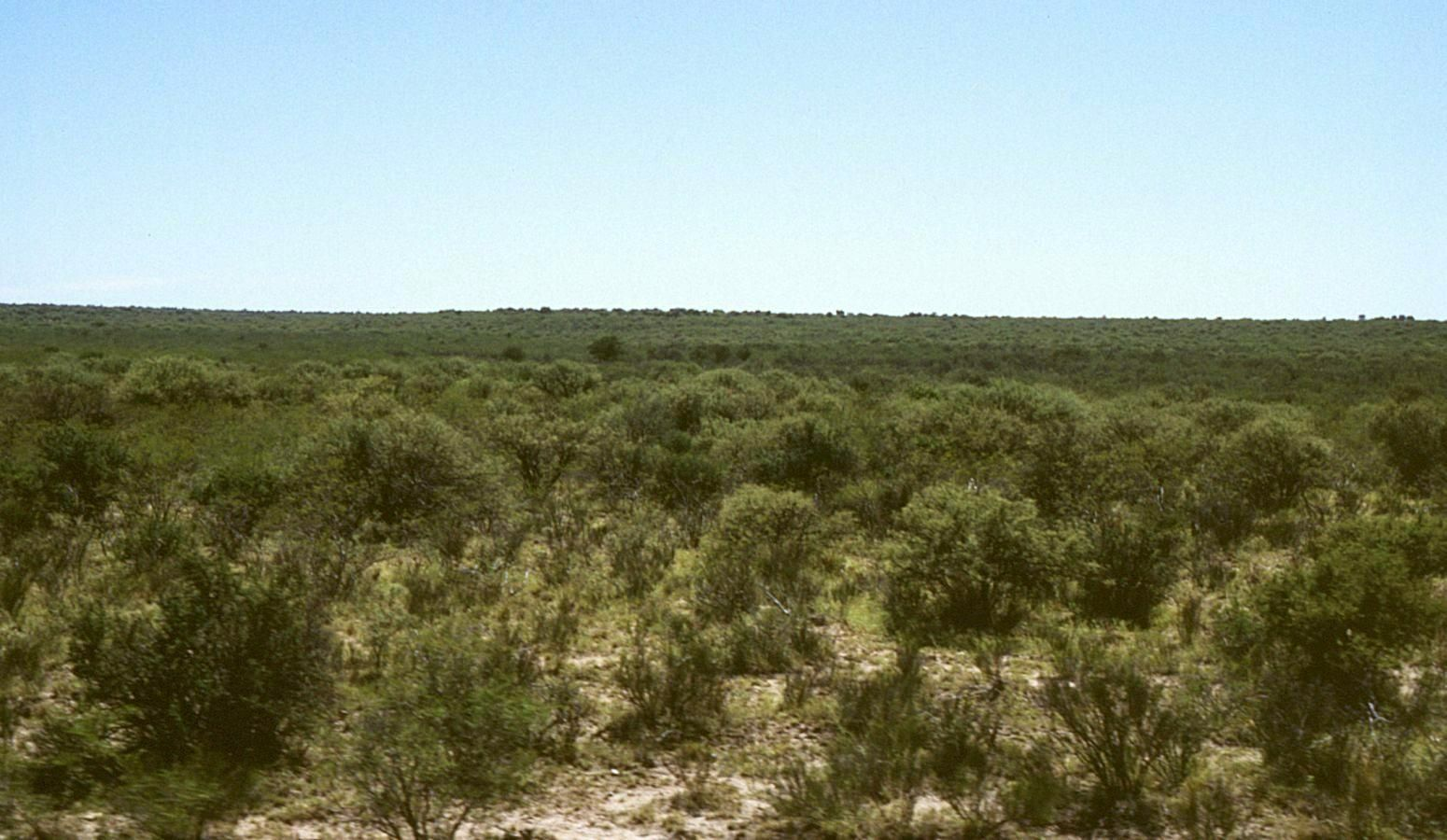
Paisaje típico de este distrito fitogeográfico. Corresponde a la zona rural al oeste de la ciudad de San Luis.

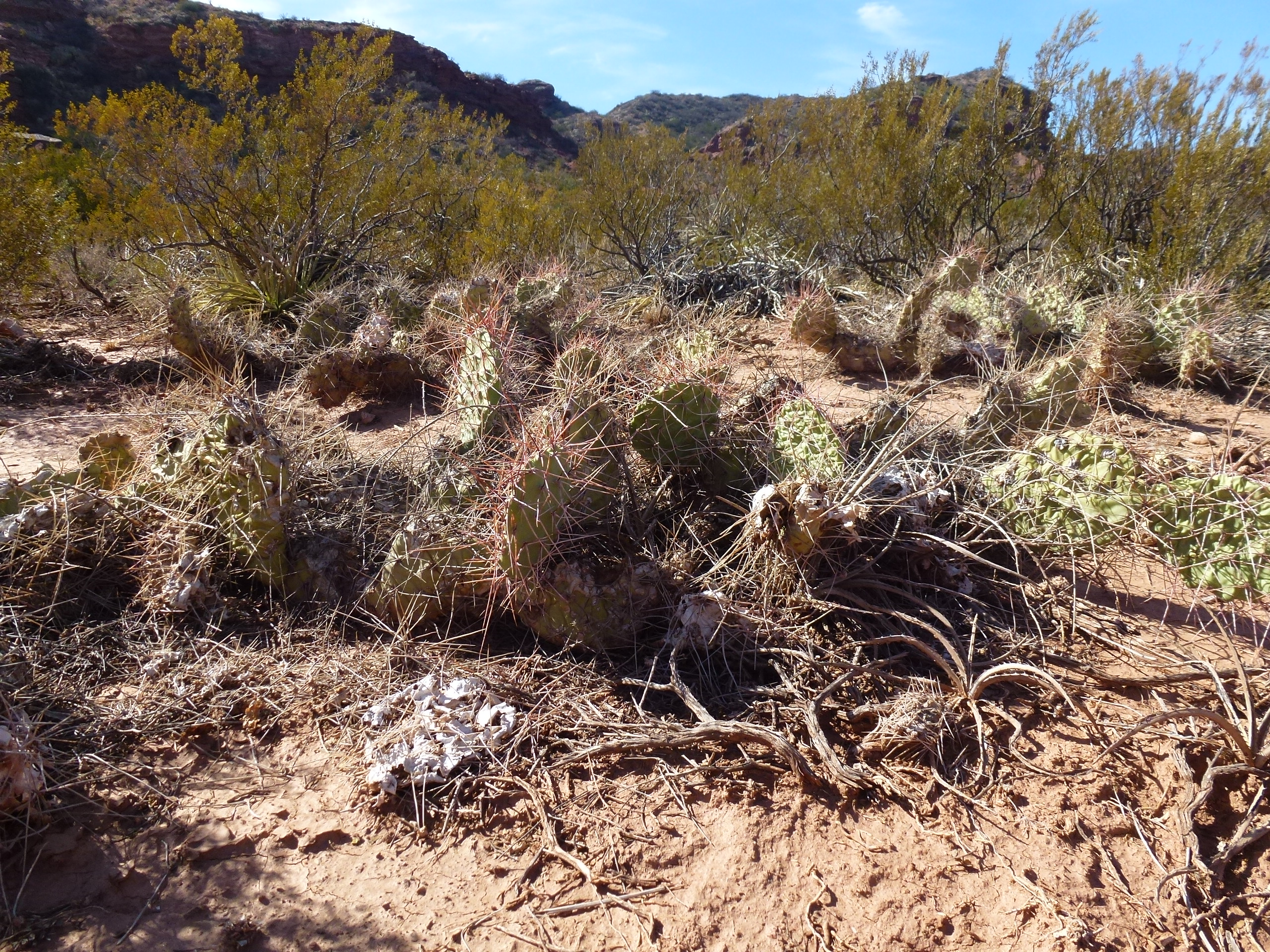
Detalle de la flora del monte. Imagen correspondiente al parque nacional Sierra de las Quijadas (provincia de San Luis)

El distrito fitogeográfico del monte de llanuras y mesetas es uno de los distritos fitogeográficos en que se divide la provincia fitogeográfica del monte. Es exclusivo del oeste y centro-sur de la Argentina. Incluye formaciones arbustivas, en su mayor parte, con predominancia de zigofiláceas arbustivas, en especial del género Larrea (jarillas), asociadas con Prosopis arbustivos. También se encuentran desiertos esteparios abiertos, tanto psamófilos como halófilos.

## Sinonimia
También es llamada: Monte, Formación del Monte, Monte Argentino, Provincia del Monte, Provincia fitogeográfica del Monte Central, Monte Occidental, Bosques Xerófilos, Bosque xerófilo central, Formación del Chañar, Provincia Central, etc.

## Distribución
Según la clasificación de Ángel Lulio Cabrera, este Distrito fitogeográfico se ubica en el oeste de la Argentina, en la denominada diagonal árida; se extiende en las provincias de: San Juan en su extremo sur, el este de Mendoza y Neuquén, el sudoeste de San Luis, el oeste y sur de La Pampa, gran parte del centro y este de Río Negro, llegando finalmente al nordeste de Chubut y las costas del mar Argentino. 
Se desarrolla entre el nivel del mar y los 1000 m s. n. m..

## Límites
Al norte contacta con el distrito fitogeográfico del monte de sierras y bolsones de su misma provincia fitogeográfica. Al noreste, lo hace con el distrito fitogeográfico chaqueño árido, que pertenece a la provincia fitogeográfica chaqueña. Al este limita con el distrito fitogeográfico del caldén de la provincia fitogeográfica del espinal, y con el mar Argentino. Al sur limita con el distrito fitogeográfico patagónico central y al oeste limita con el distrito fitogeográfico patagónico occidental; los dos pertenecen a la provincia fitogeográfica patagónica. También al oeste lo hace con la provincia fitogeográfica de la Payunia. 

## Afinidades florísticas
Este distrito fitogeográfico guarda estrecha relación con el distrito fitogeográfico del monte de sierras y bolsones de su misma provincia fitogeográfica. Guarda estrecha relación con la provincia fitogeográfica prepuneña, a la cual algunos tratan sólo como un distrito más de la provincia fitogeográfica del monte. También lo hace con el distrito fitogeográfico chaqueño árido de la provincia fitogeográfica chaqueña y con el distrito fitogeográfico del caldén de la provincia fitogeográfica del espinal. Con este último distrito forma extensos ecotonos, resultado de las dilatadas planicies en que contactan. En menor medida se relaciona con el distrito fitogeográfico del golfo San Jorge de la provincia fitogeográfica patagónica.

## Características
El distrito fitogeográfico se caracteriza por presentar una vegetación más pobre en comunidades y especies que la del distrito fitogeográfico del monte de sierras y bolsones. Se reduce la diversidad en algunas familias como cactáceas y zigofiláceas; desaparecen los algarrobales desde el centro de Mendoza hacia el sur; y el jarillal domina en las mesetas así como en las planicies bajas y hasta en los taludes de las terrazas fluviales. 
Dominan absolutamente las plantas de características xerófilas con abundantes especies áfilas, de órganos aéreos efímeros, anuales de ciclo breve, etc. Se presentan en cuatro tipos: efemerófitos, geofítos, suculentas, y perennes no suculentas.

## Suelos
Los suelos son generalmente profundos, muy permeables, arenosos o areno-arcillosos en los valles, y de reacción alcalina; además son frecuentes la salinidad y la pedregosidad. Dominan los aridisoles, relacionados con el clima árido.

## Relieve
Predominan paisajes de extensas mesetas escalonadas, terrazas de grandes ríos, llanuras aluviales, depresiones con ocasionales lagunas o salinas, y sierras bajas, con ausencia de relieves abruptos. 
El área es surcada por cuatro cuencas principales: el Desaguadero, el Colorado, el Negro (y sus grandes afluentes, el Neuquén y el Limay) y el Chubut.

## Clima
El clima es templado-árido, mientras que hacia el sur es árido y fresco. Las escasas precipitaciones van desde los 100 mm a los 200 mm, llegando ocasionalmente hasta los 300 mm. Su distribución es inverno-primaverales en el sur, a causa de la influencia del régimen de tipo mediterráneo característico de la Patagonia; en el norte se presentan repartidas a lo largo del año, pero presentan un marcado déficit hídrico en todas las temporadas y en toda la región. 
El anticiclón del océano Atlántico genera vientos de los cuadrantes norte y noreste, en tanto que el anticiclón del océano Pacífico es responsable de los provenientes de los cuadrantes sur y suroeste. 
Las temperaturas medias anuales son del orden de 10 a 14 °C. Las amplitudes térmicas son marcadas. El tipo climático característico de este distrito fitogeográfico es el «Desértico Pampeano».

## Flora
La comunidad climáxica de este distrito es la estepa arbustiva de jarillas y retamo, llamada localmente «jarillal». Las especies dominantes son especies del género Larrea, llamadas comúnmente jarillas: Larrea divaricata, Larrea cuneifolia, Larrea nitida, y Larrea ameghinoi, el quilembay (Chuquiraga avellanedae), la chilladora (Chuquiraga hystrix), el piquillín (Condalia microphylla), el algarrobillo (Prosopidastrum globosum), el llaollín (Lycium chilense), Lycium ameghinoi, Bouganvillea spinosa, gramíneas como las Poa ligularis y Stipa hypogona, arbolitos como el chañar (Geoffroea decorticans), el monte negro (Bougainvillea spinosa), la lata (Mimozyganthus carinatur), Tricomaria usillo, Baccharis salicifolia, Brachyclados lycioides, cactáceas como el cardoncito (Cereus aethiops), Echinocactus, la penca (Opuntia sulphurea), la penca rubia (Setiechinopsis mirabilis), Echinopsis leucantha, el huevo de indio (Tephrocactus articulatus), la traicionera (Cylindropuntia tunicata), el albaricoque (Ximena americana), la brusquilla (Discaria longispina), varios algarrobos arbustivos como el alpataco (Prosopis alpataco), el retortuño (Prosopis strombulifera), Prosopis globosa, el retamo (Bulnesia retama), Senna aphylla, la tramontana (Ephedra breana), Artemisia mendozana, la cola de león (Lampaya sckickendantzii), Cercidium australe, Atamisquea emarginata, la mata sebo (Monttea aphylla), Verbena ligustrina, Eupatorium bunifolium, Grindelia chiloensis, Oenothera odorata, Glandularia platense, Oxalis viscosisima, Petunia axillaris, Neosparton aphyllum, etc.
Según la latitud, clima, suelo, etc, se presentarán múltiples faciaciones donde alternan las especies dominantes, estando ausentes algunas, o presentándose otras.
En sectores que bordean las salinas encontramos una estepa arbustiva halófila donde generalmente domina el palo azul (Cyclolepis genistoides), acompañado por la vidriera (Allenrolfea vaginatus), el pelo de chancho (Distichlis scoparia), Senecio filaginoides, Frankenia patagonica, Salicornia ambigua, Heterostachys olivascens, Heterostachys ritteriana, Atriplex sagittifolia, Atriplex lampa, Allenrolfea patagonica, Suaeda divaricata, etc.
En sectores medanosos encontramos una estepa sammófila donde generalmente dominan Sporobolus rigens, Hyalis argentea, Panicum urvilleanum, Grindelia chiloensis, etc.
En los valles de inundación de los grandes ríos se encuentran bosques dominados por el sauce criollo (Salix humboldtiana). 
En sectores rocosos de las sierras encontramos una estepa sammófila donde generalmente se encuentran la orquídea Brachystele dilatata, Adesmia lihuelensis, Gaillardia cabrerae, helechos como Cheilanthes buchtienti, Adiantun chilense, Pellaea ternifolia, Cheilanthes micropteris, Gomphrena colocasana, el chañar brea (Cercidium praecox), cactáceas como el manca caballos (Echinopsis candicans), Wigginsia erecta, Gymnocalycum gibosum, etc; aferrados a las paredes rocosas habitan varias especies de claveles del aire (Tillandsia gilliesii, Tillandsia pedicellata), etc.

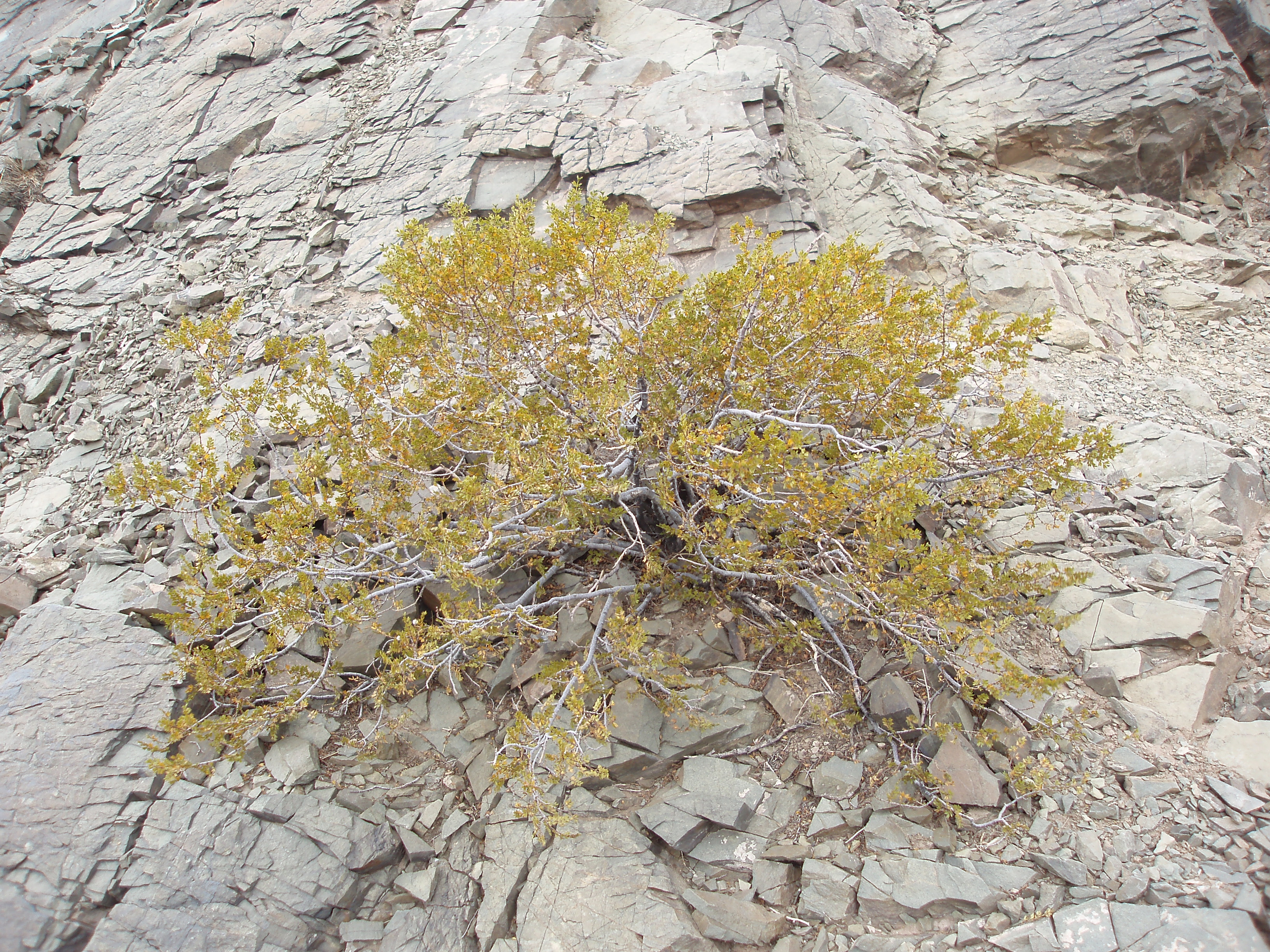
La jarilla (Larrea cuneifolia) arbusto dominante en este distrito fitogeográfico.
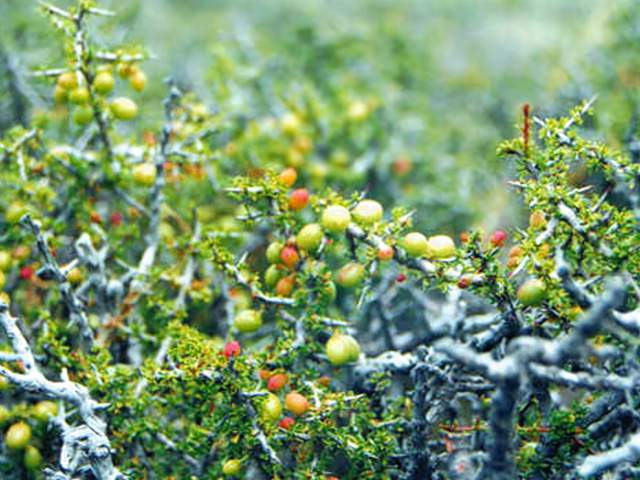
El piquillín (Condalia microphylla), es un arbusto característico de esta formación.
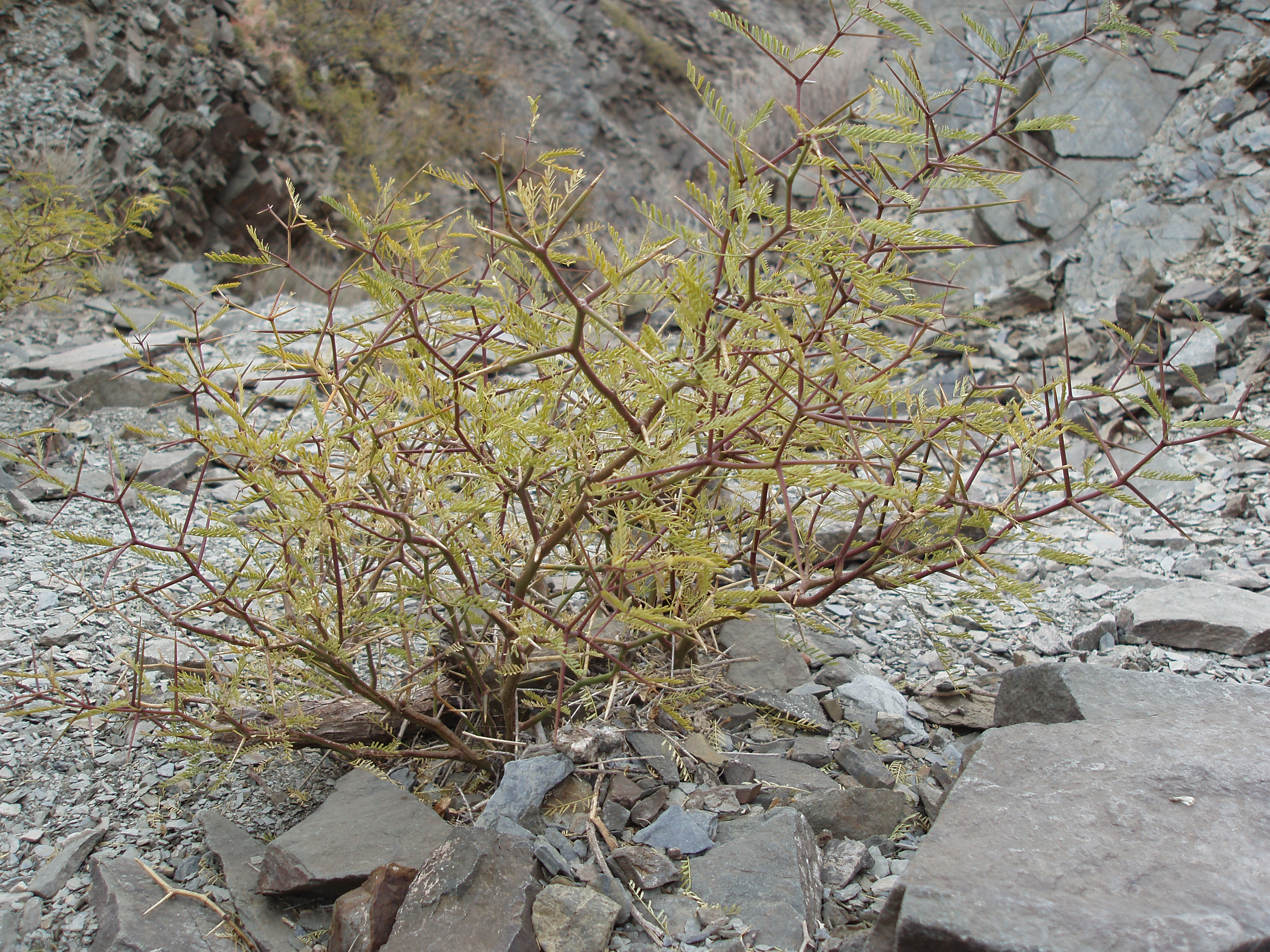
Prosopis alpataco, es un arbusto característico de esta formación.
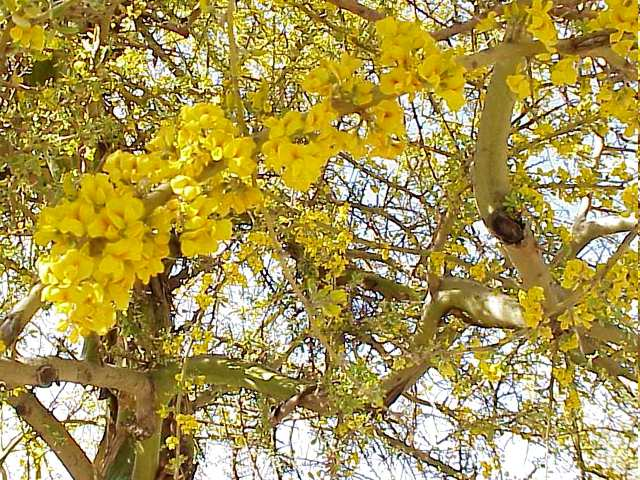
El chañar (Geoffroea decorticans), un arbolito común en esta formación.
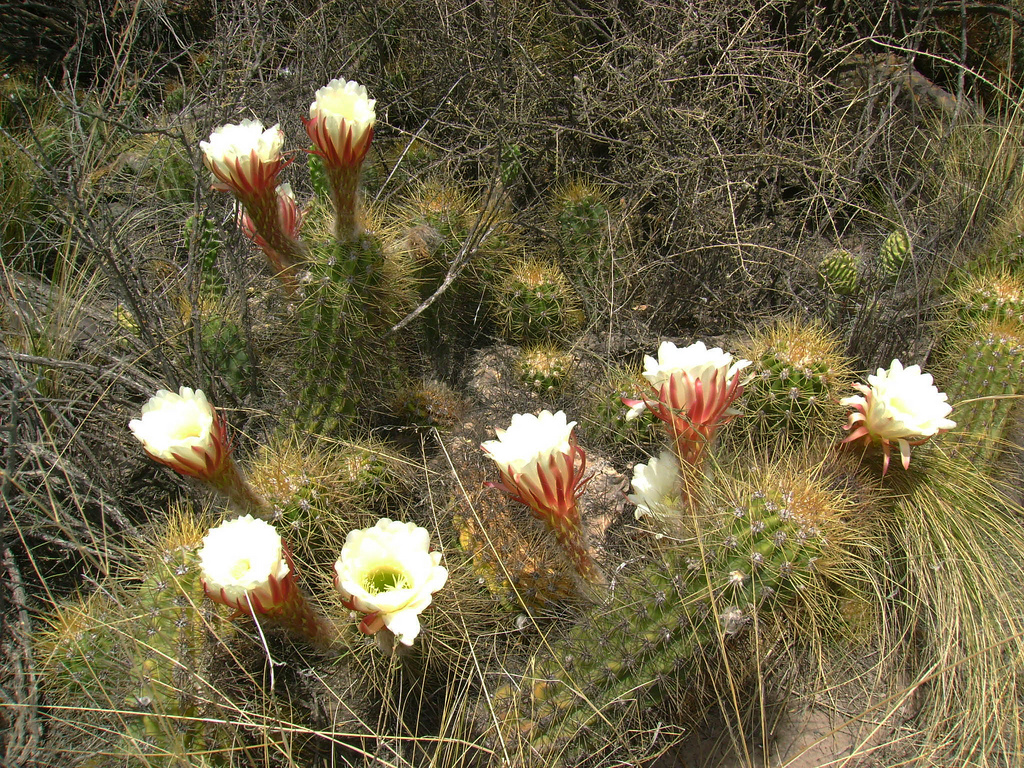
Echinopsis candicans, es una cactácea característica de esta formación. Cerro Arco, Mendoza, Argentina.
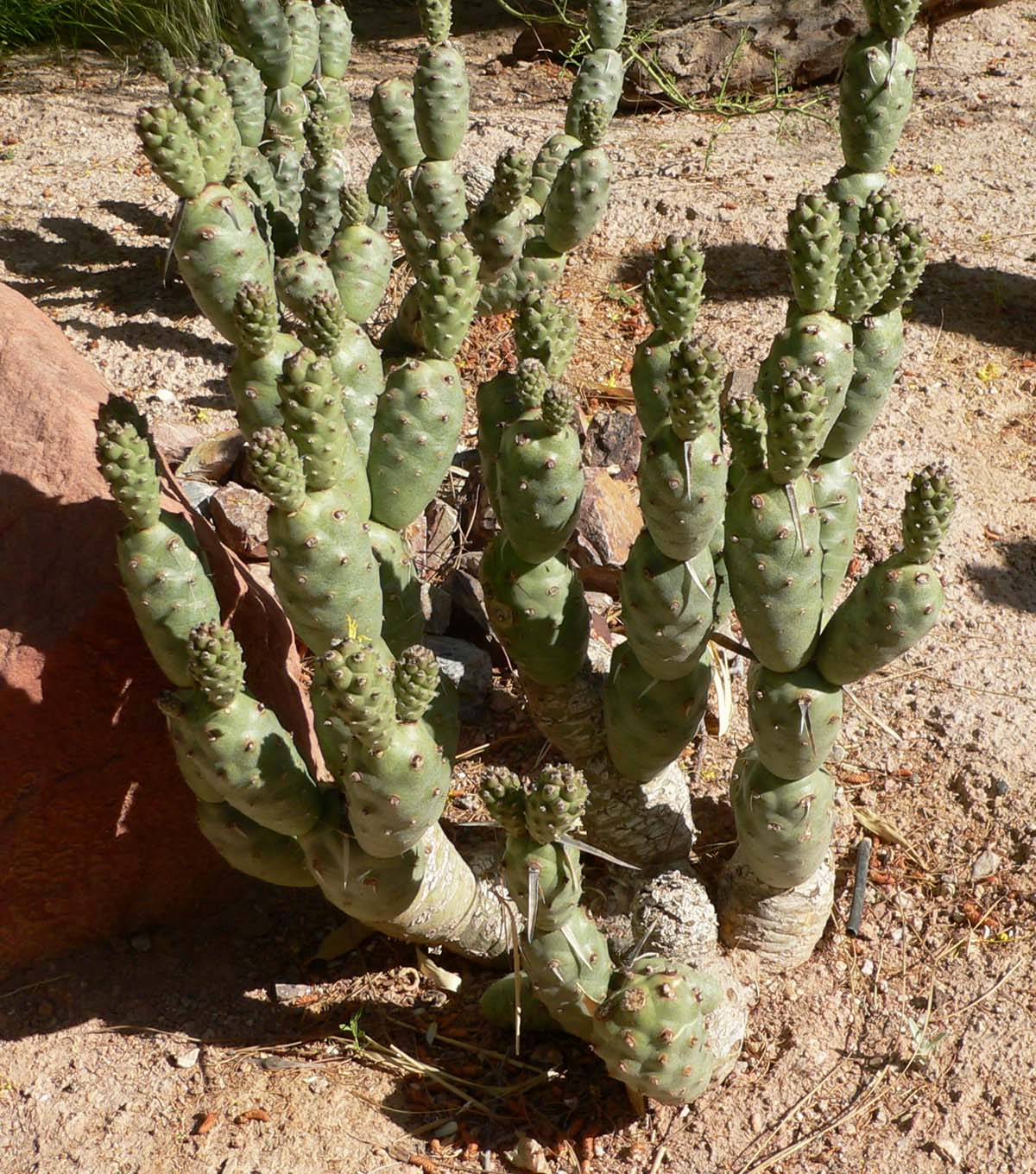
Tephrocactus articulatus es una cactácea característica de esta formación.
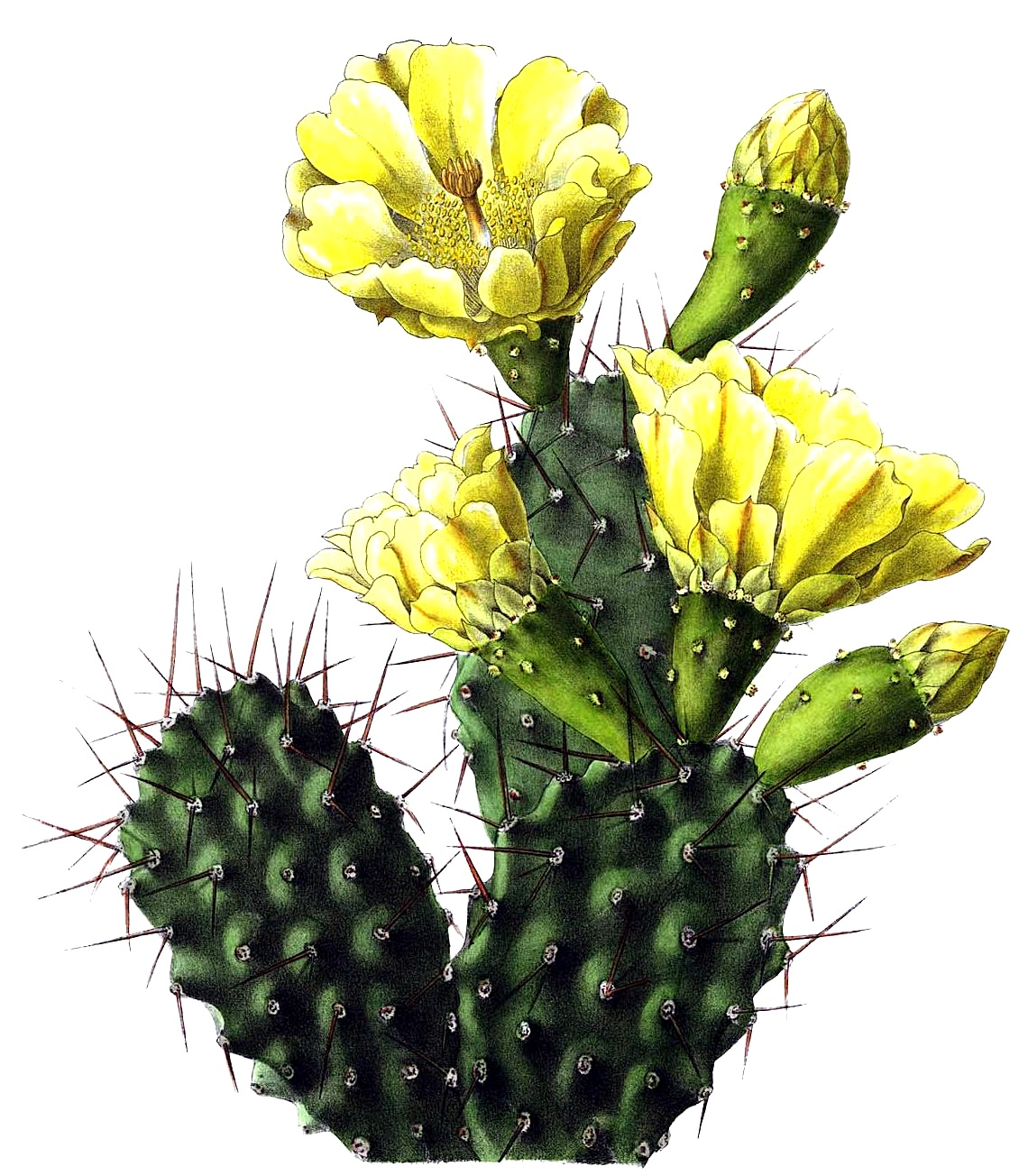
La penca (Opuntia sulphurea) es una cactácea cuyos cladodios o ramificaciones son aplanadas.

## Fauna
Mamíferos
Entre las especies de mamíferos son comunes el zorro gris o chilla (Lycalopex griseus), el guanaco austral (Lama guanicoe guanicoe), el puma argentino (Puma concolor cabrerae), y variadas especies de roedores como la mara.
Aves
Entre las aves más comunes se encuentran la calandria mora, el loro barranquero patagónico, varias rapaces, el águila mora, y el halcón peregrino; pequeñas aves como el gallito arena, el cachalote pardo, el coludito cola negra, canastero patagónico, etc. Muchas especies son endemismos reproductivos de esta ecorregión, migrando hacia el norte en el invierno, como la viudita chica, la monjita castaña, el gaucho chico, etc.
Reptiles

Entre los reptiles se encuentra la tortuga terrestre patagónica (Chelonoidis chilensis).

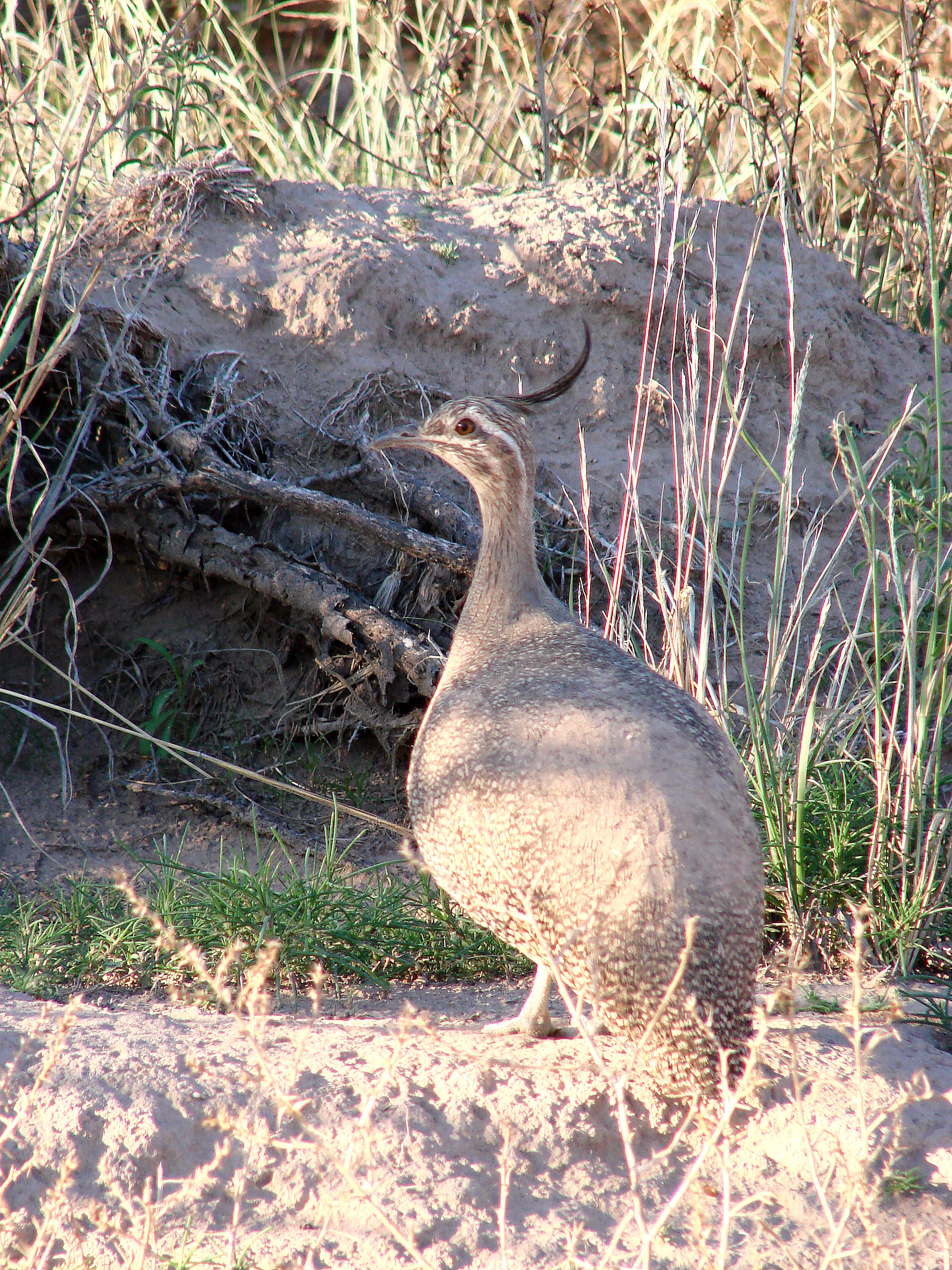
Copetona (Eudromia elegans) en la Reserva Biosfera Ñacuñán.
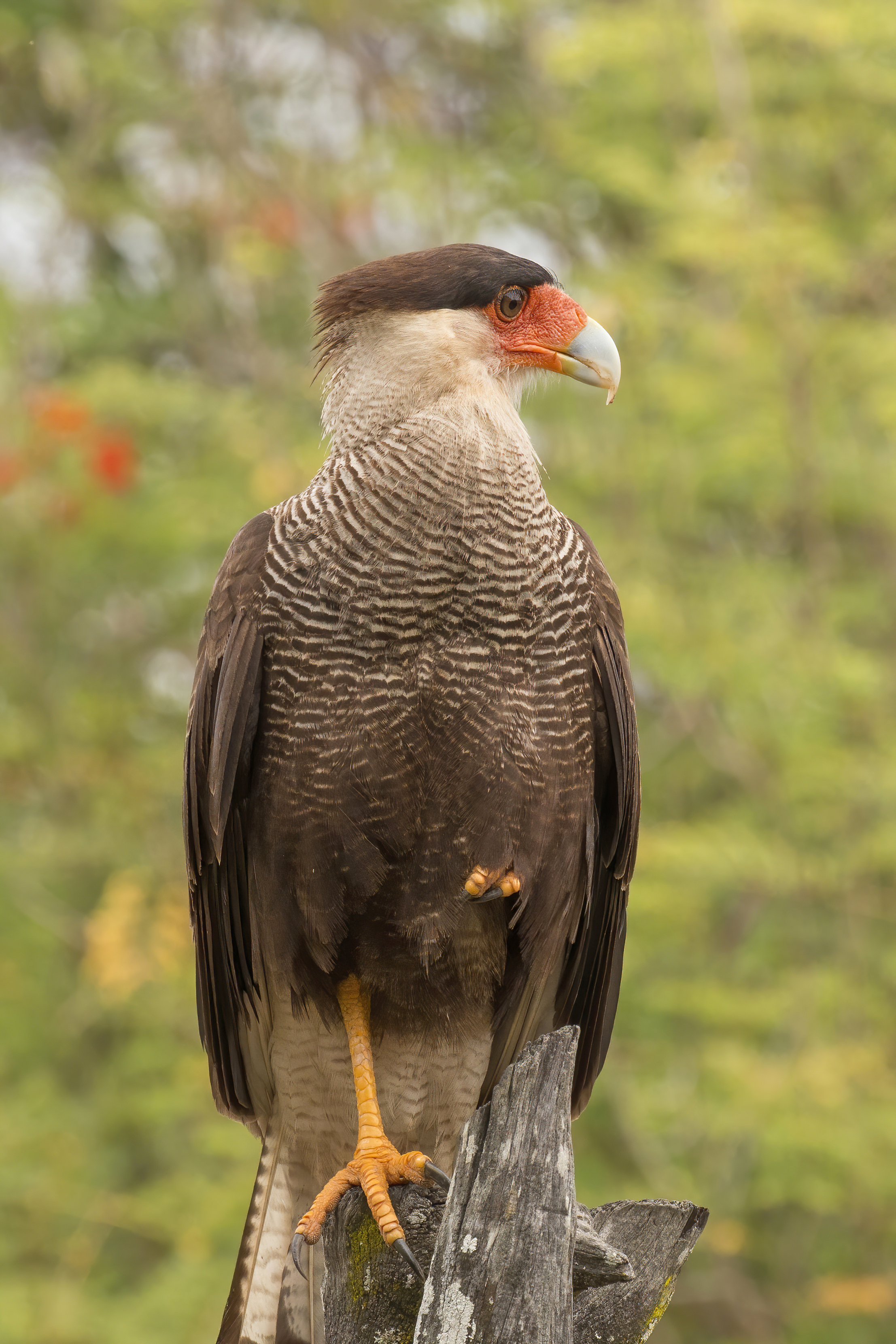
Carancho (caracara plancus).
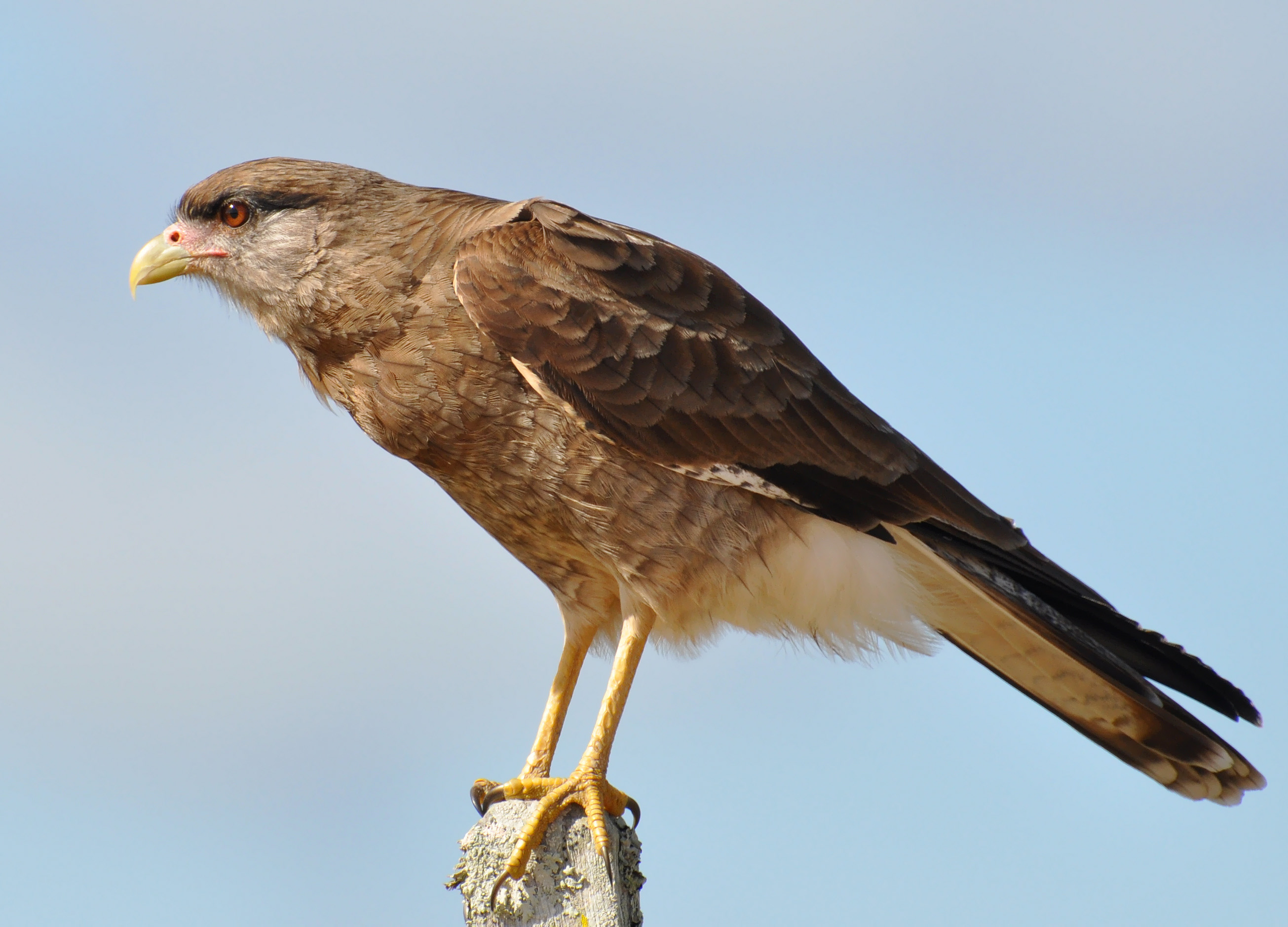
Chimango (milvago chimango).
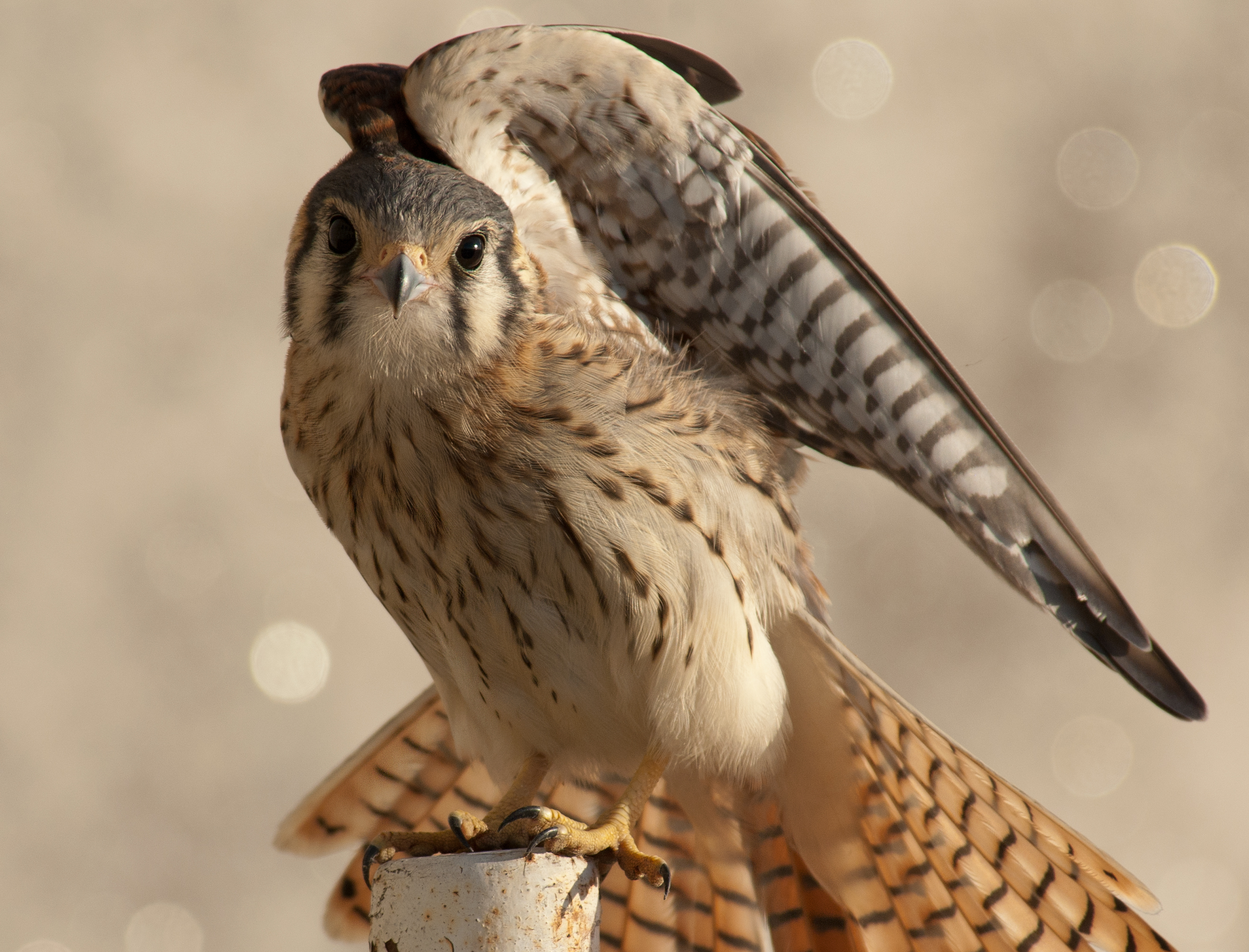
Cernícalo (Falco sparverius cinnamonimus).
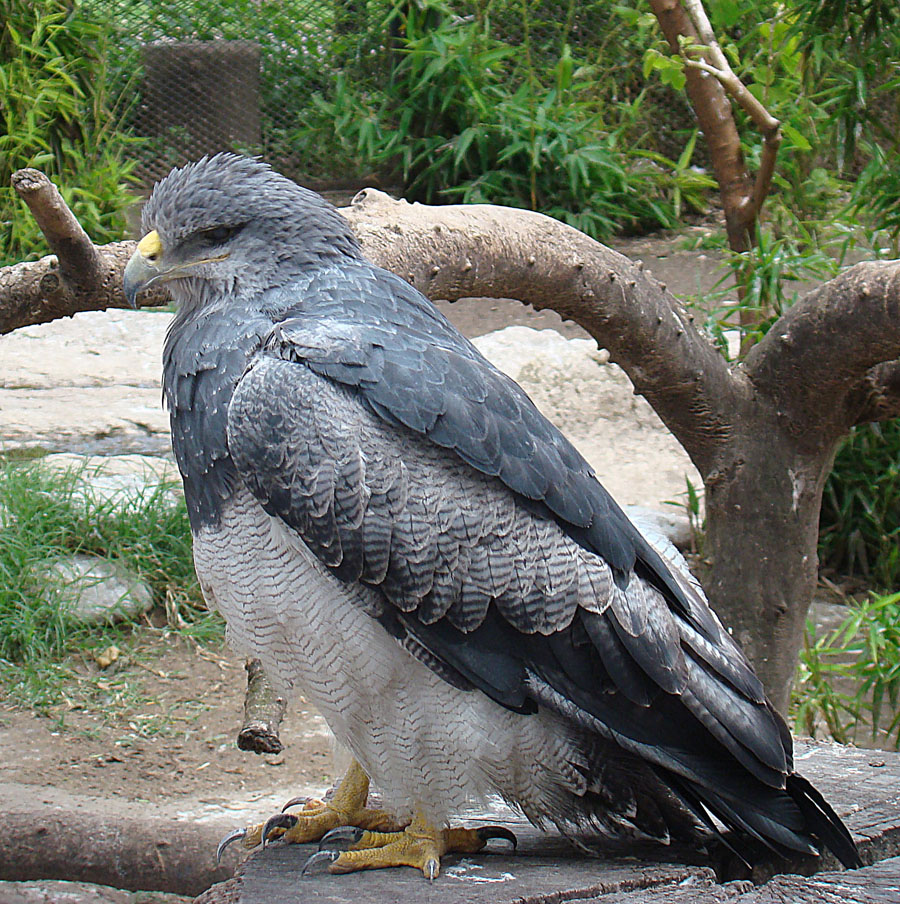
Águila Mora (Geranoaetus melanoleucus australis).
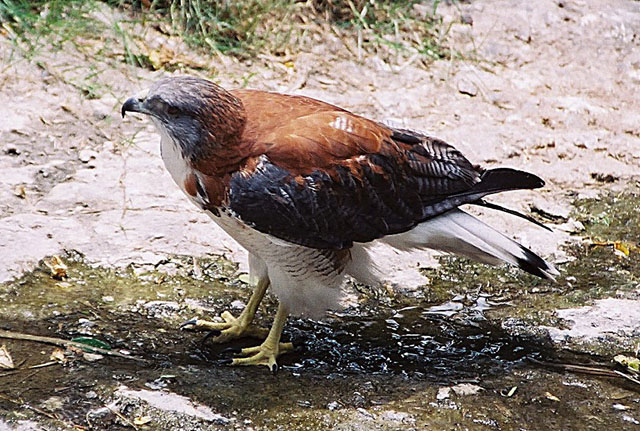
Aguilucho hembra (Geranoaetus polyosoma)
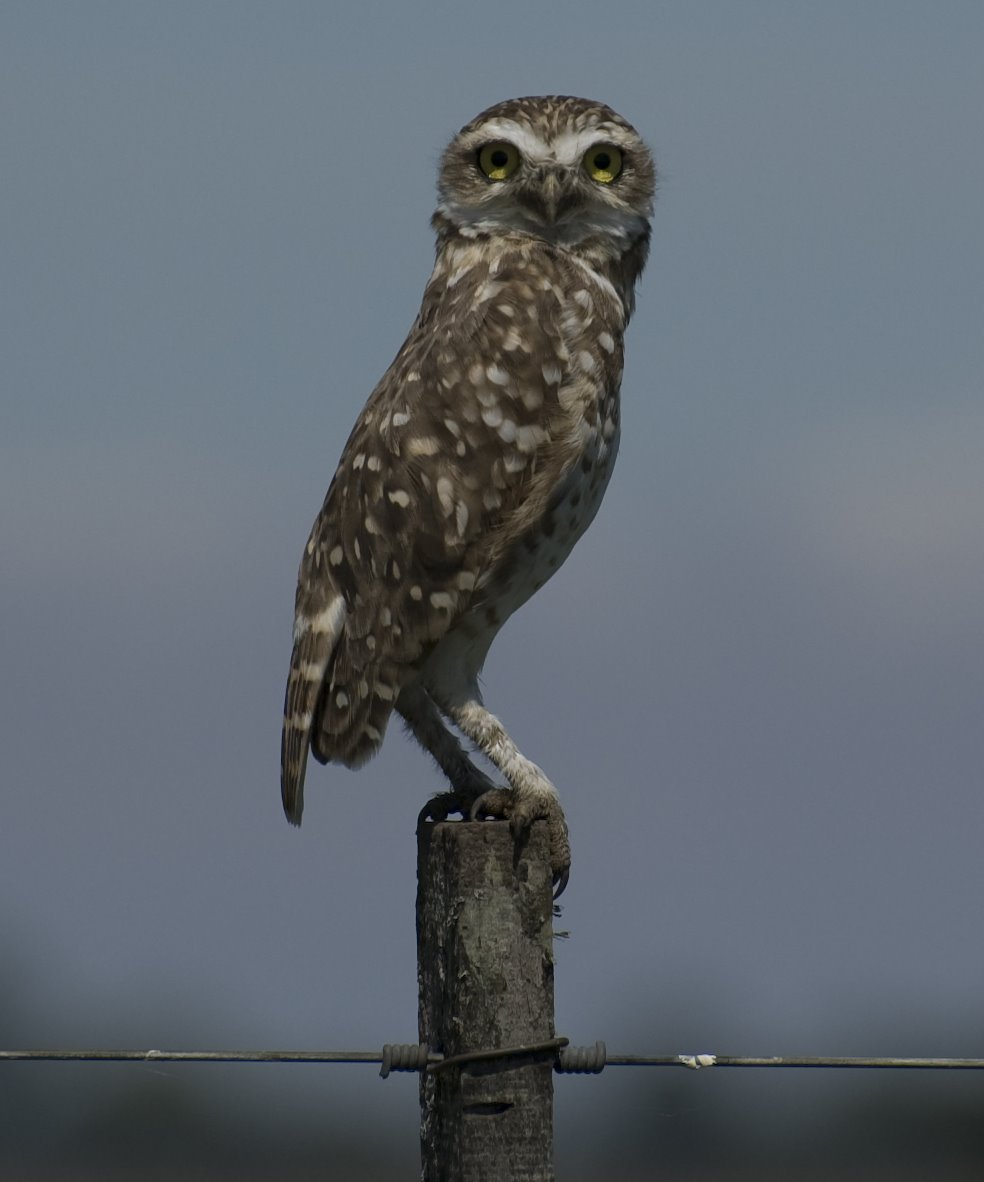
Lechucita (Athene cunicularia cunicularia).
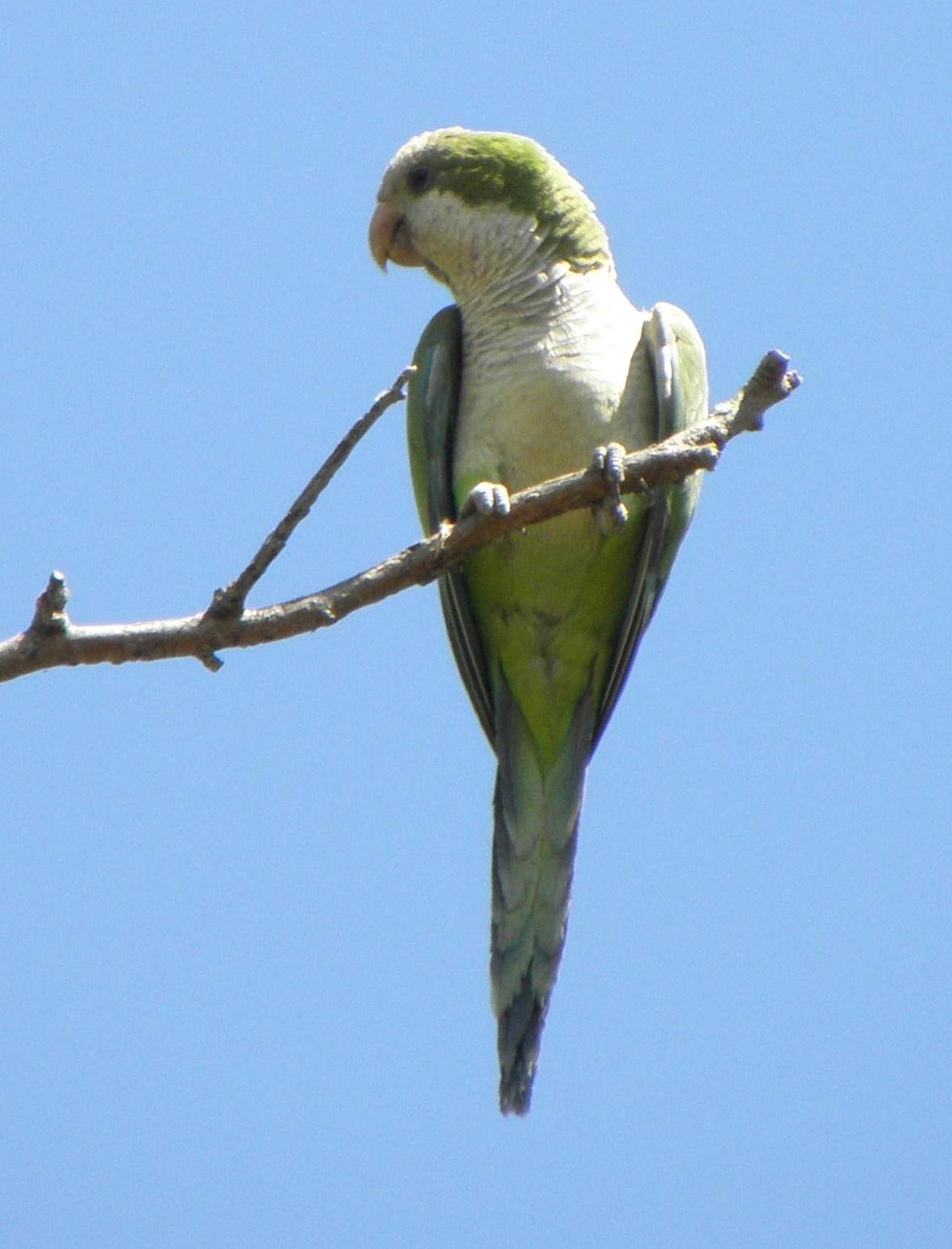
Cata (Myiopsitta monachus calita) Córdoba.
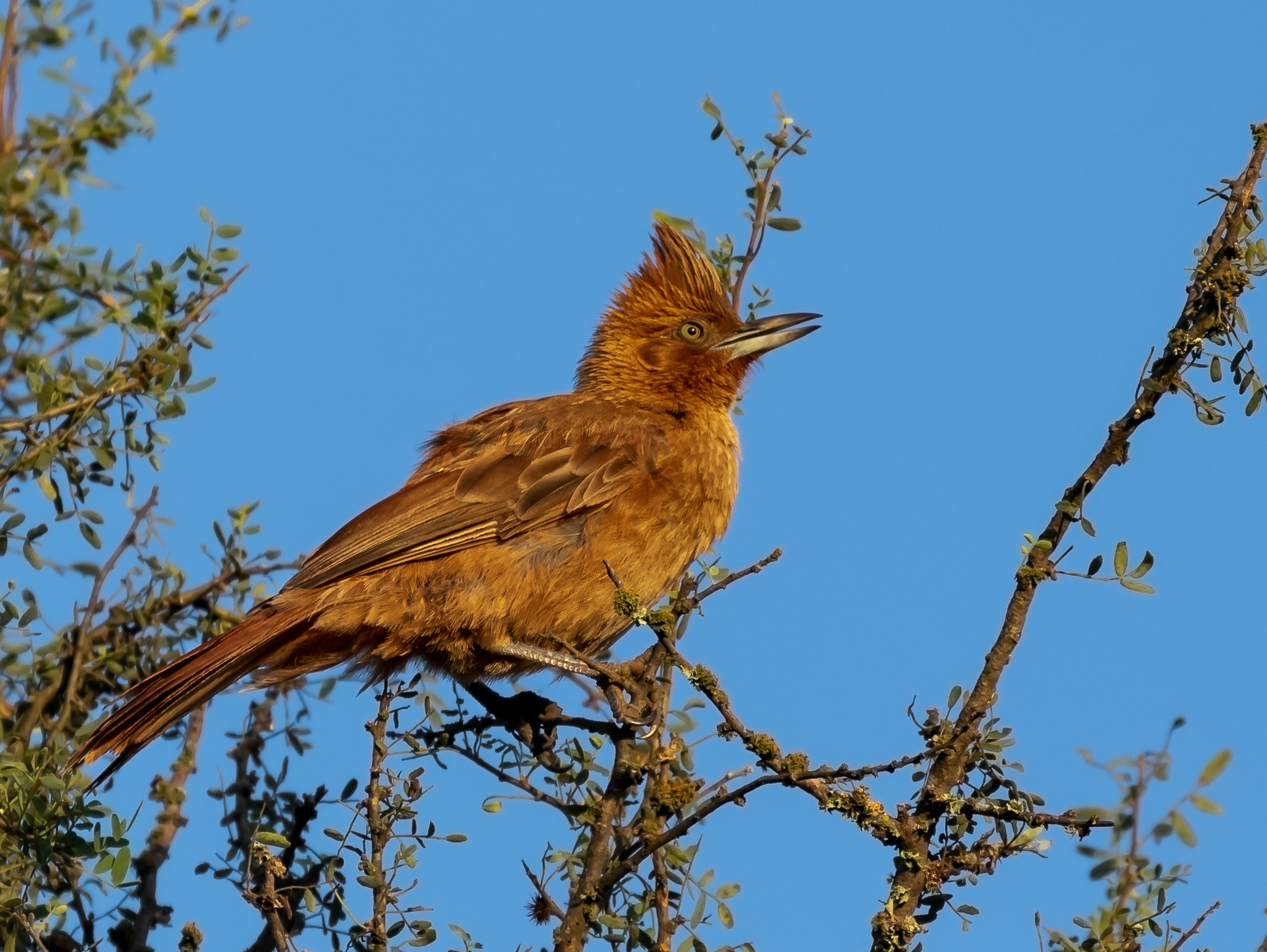
Chuchumento (pseudopseisura lophotes).
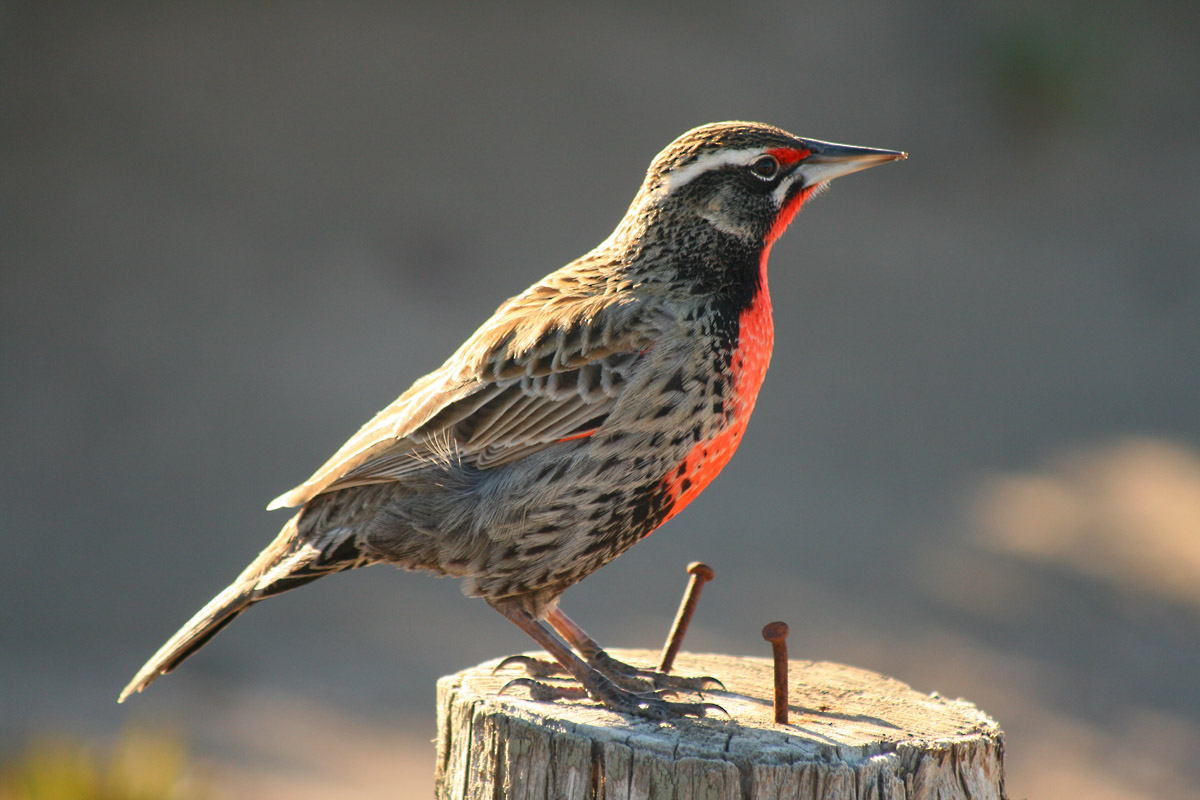
Loica (leistes loyca).
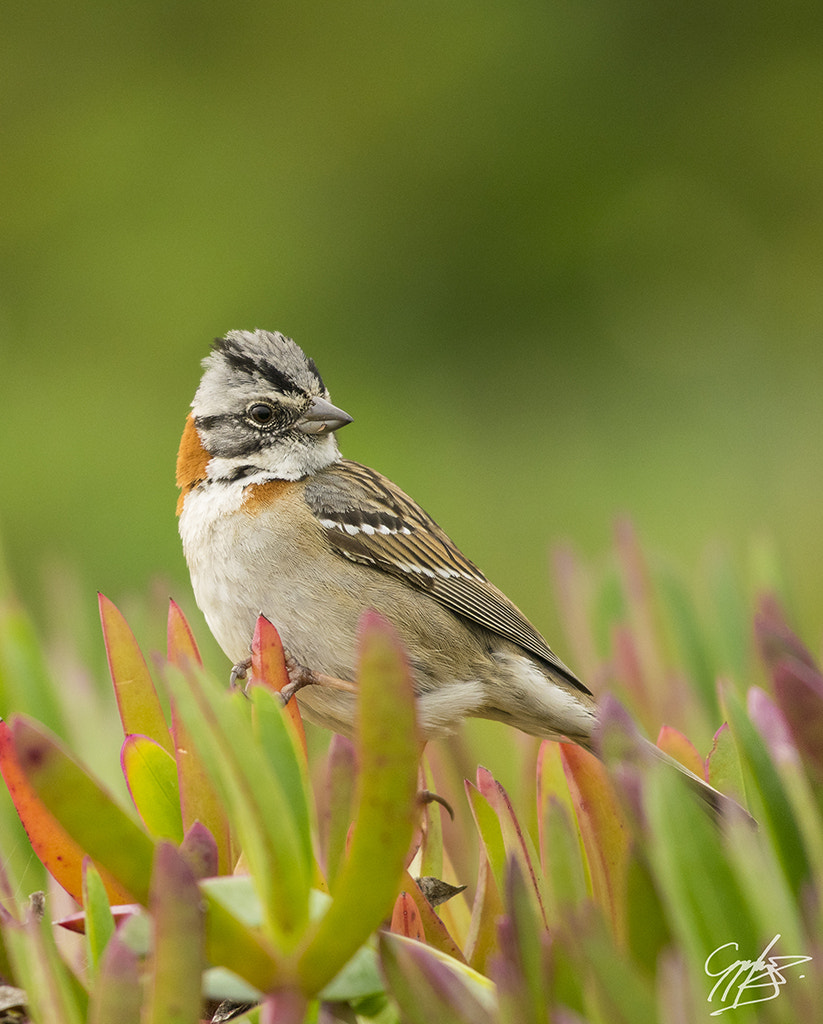
Chingolo (zonotrichia capensis).
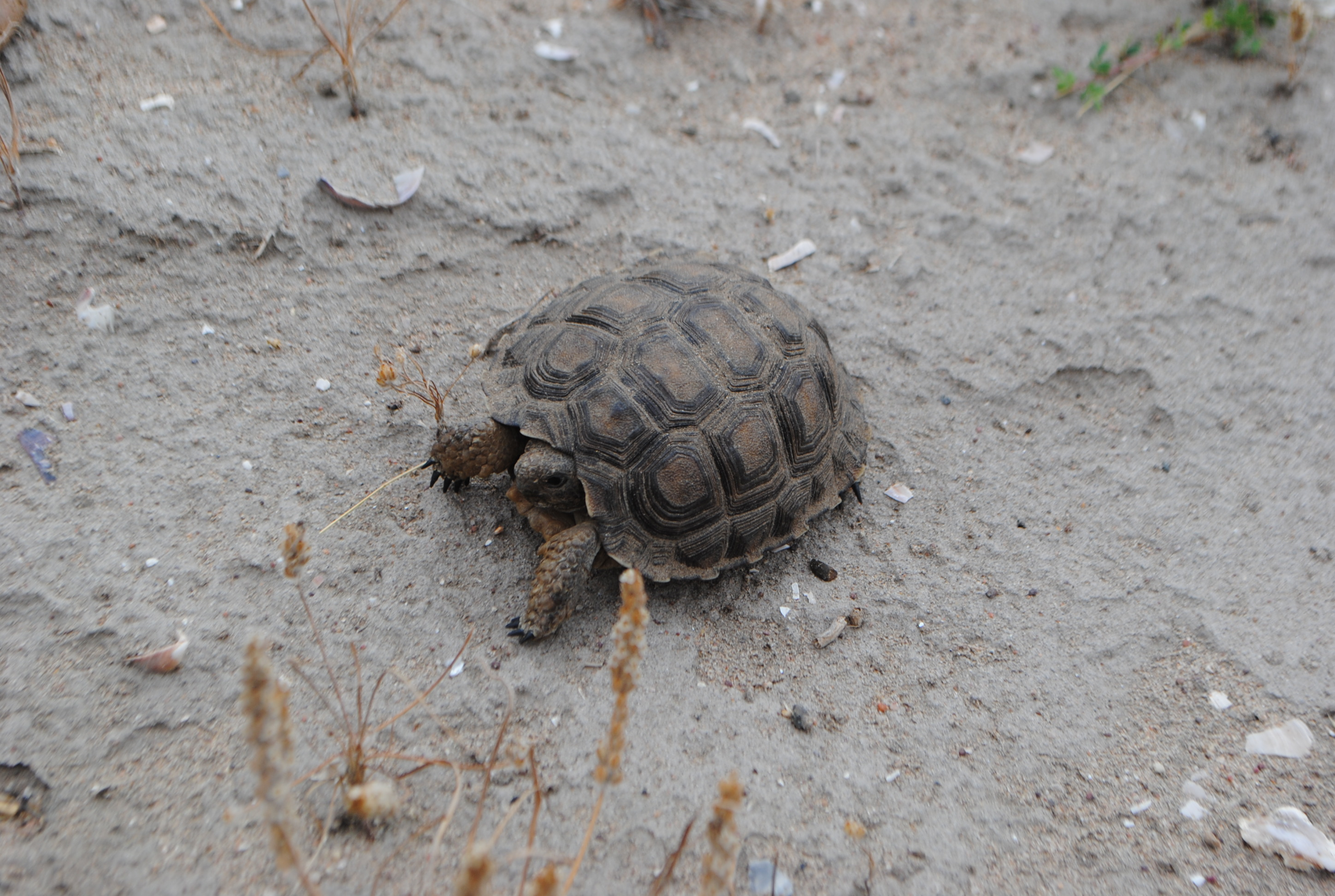
Tortuga (Chelonoidis chilensis) en Las Grutas, Rio Negro.
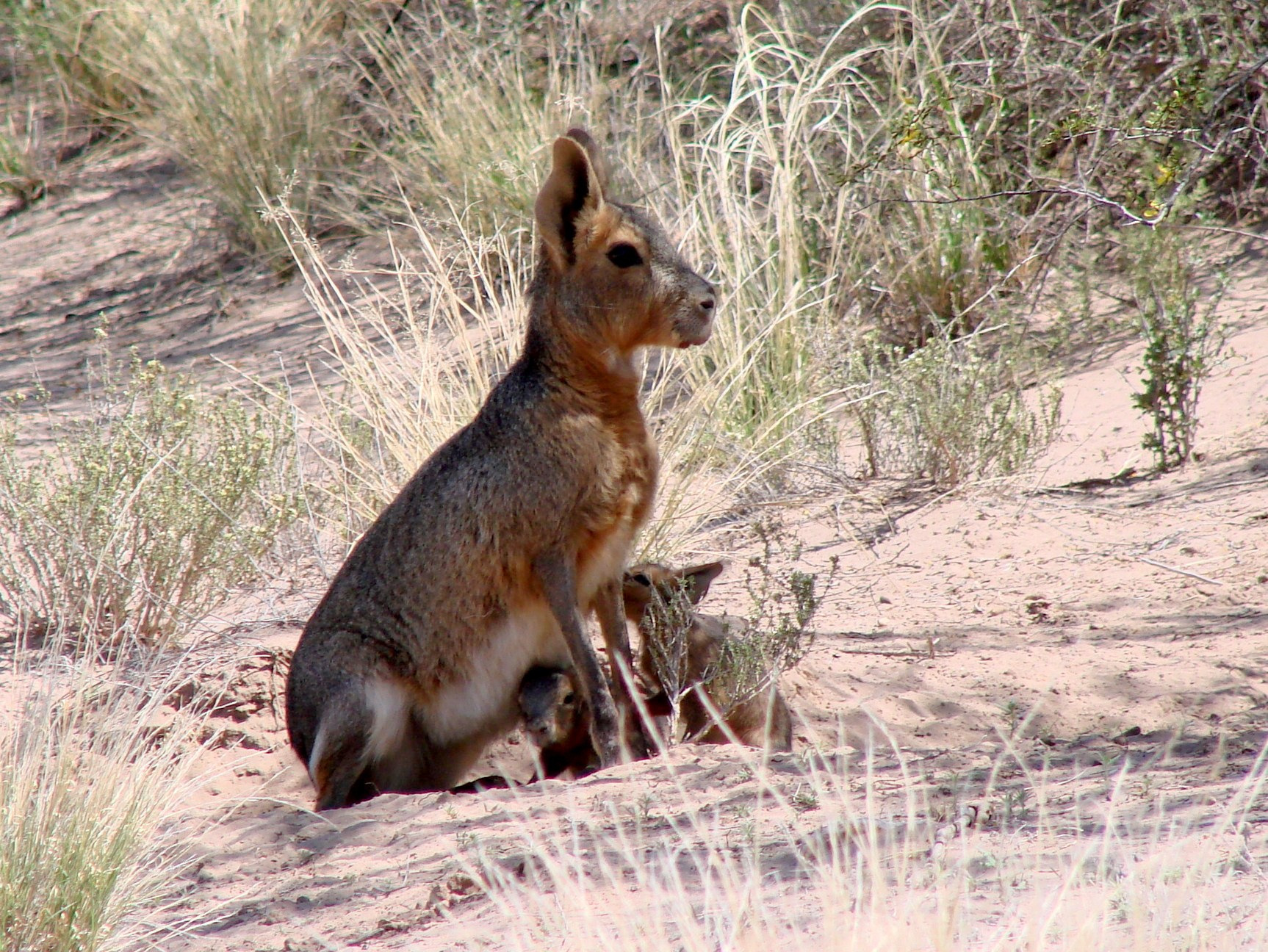
Mara (Dolichotis patagonum) en Ñacuñán.
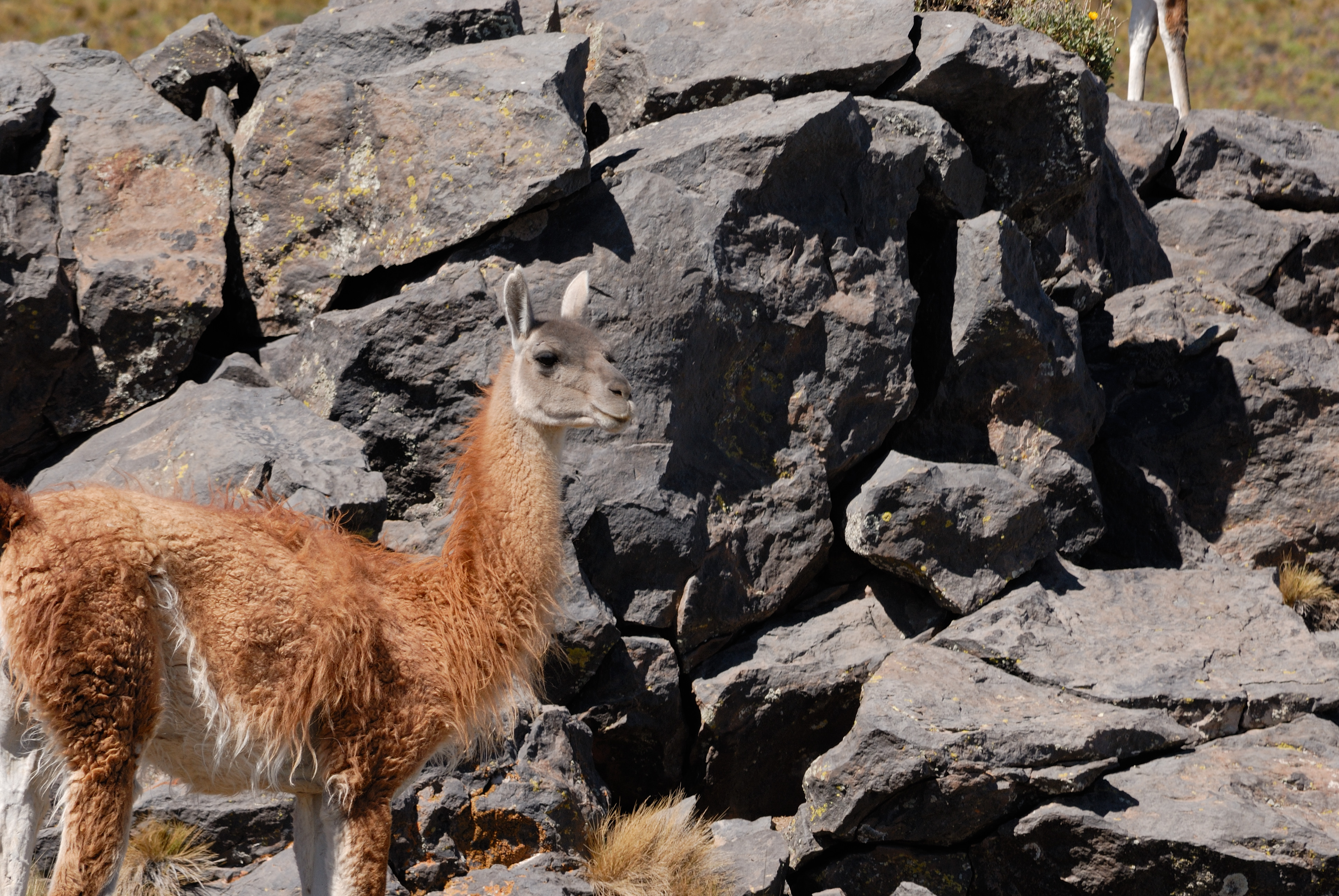
Guanaco (lama guanicoe) en el paraje Auca Mahuida, Neuquen, Argentina.
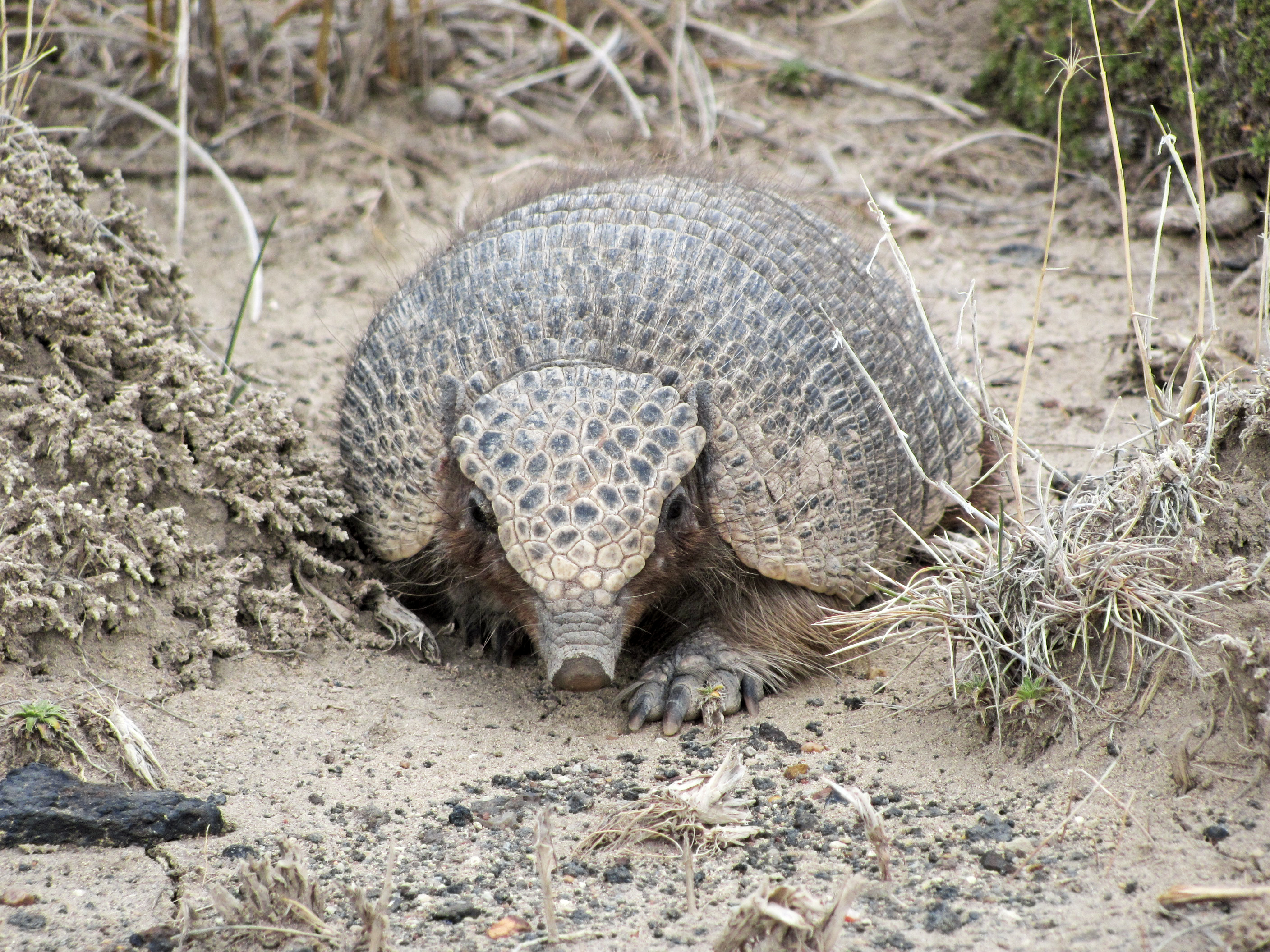
Piche (Zaedyus pichiy) en la Laguna Las Coloradas, Chubut.
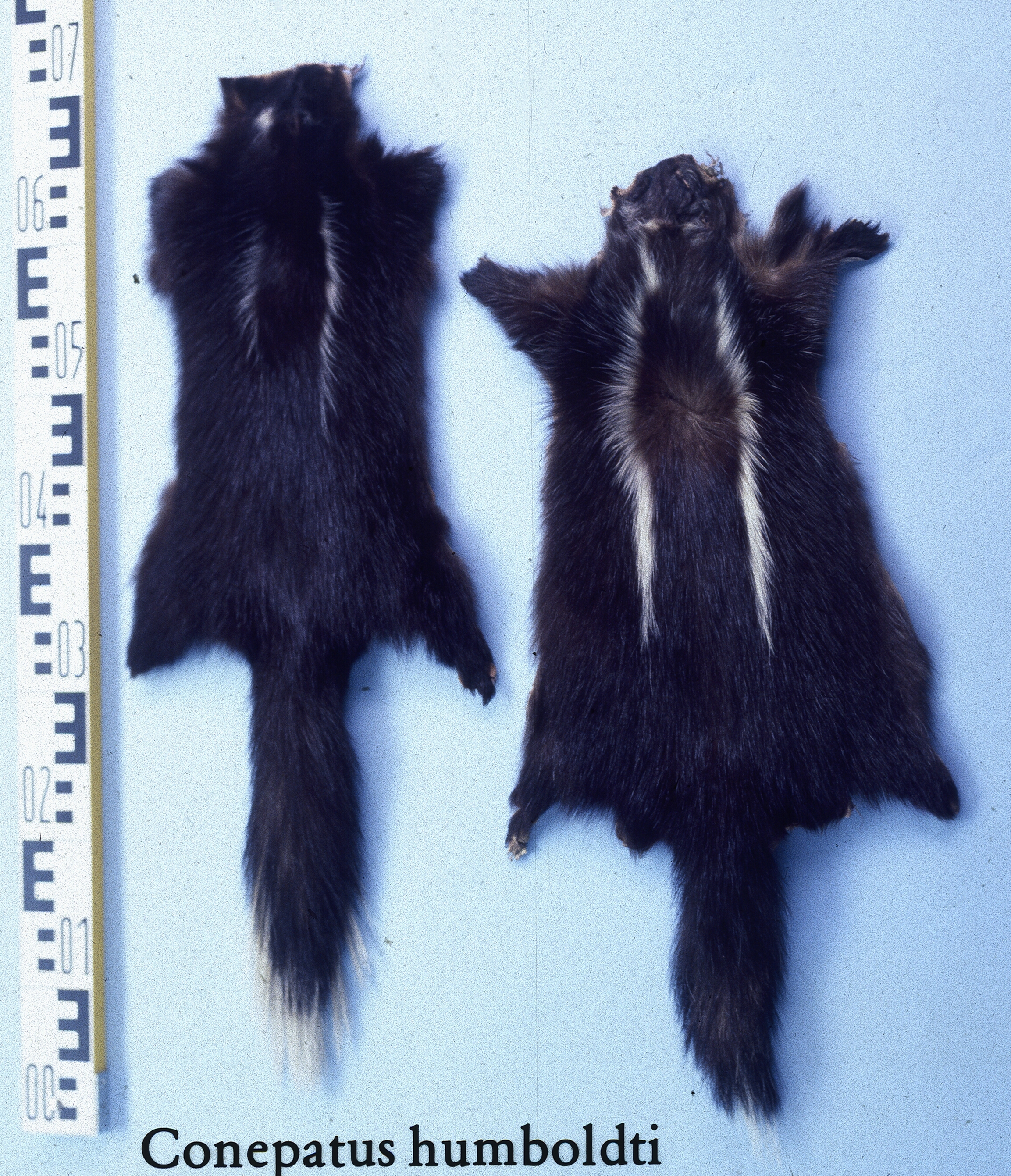
Zorrino o chiñe (conepatus chinga).
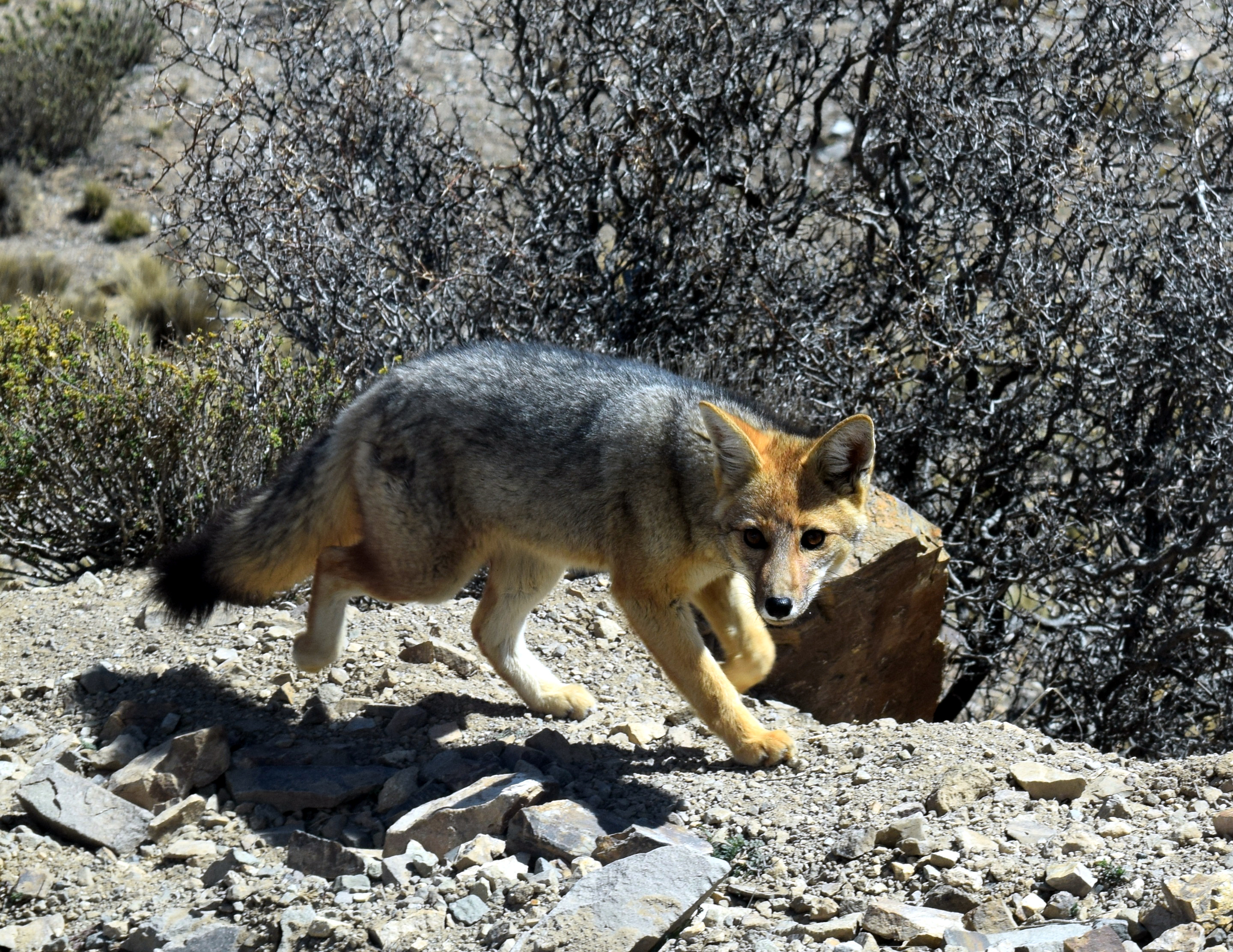
Zorro Colorado (lycalopex culpaeus) en la Reserva Natural Villavicencio, Mendoza
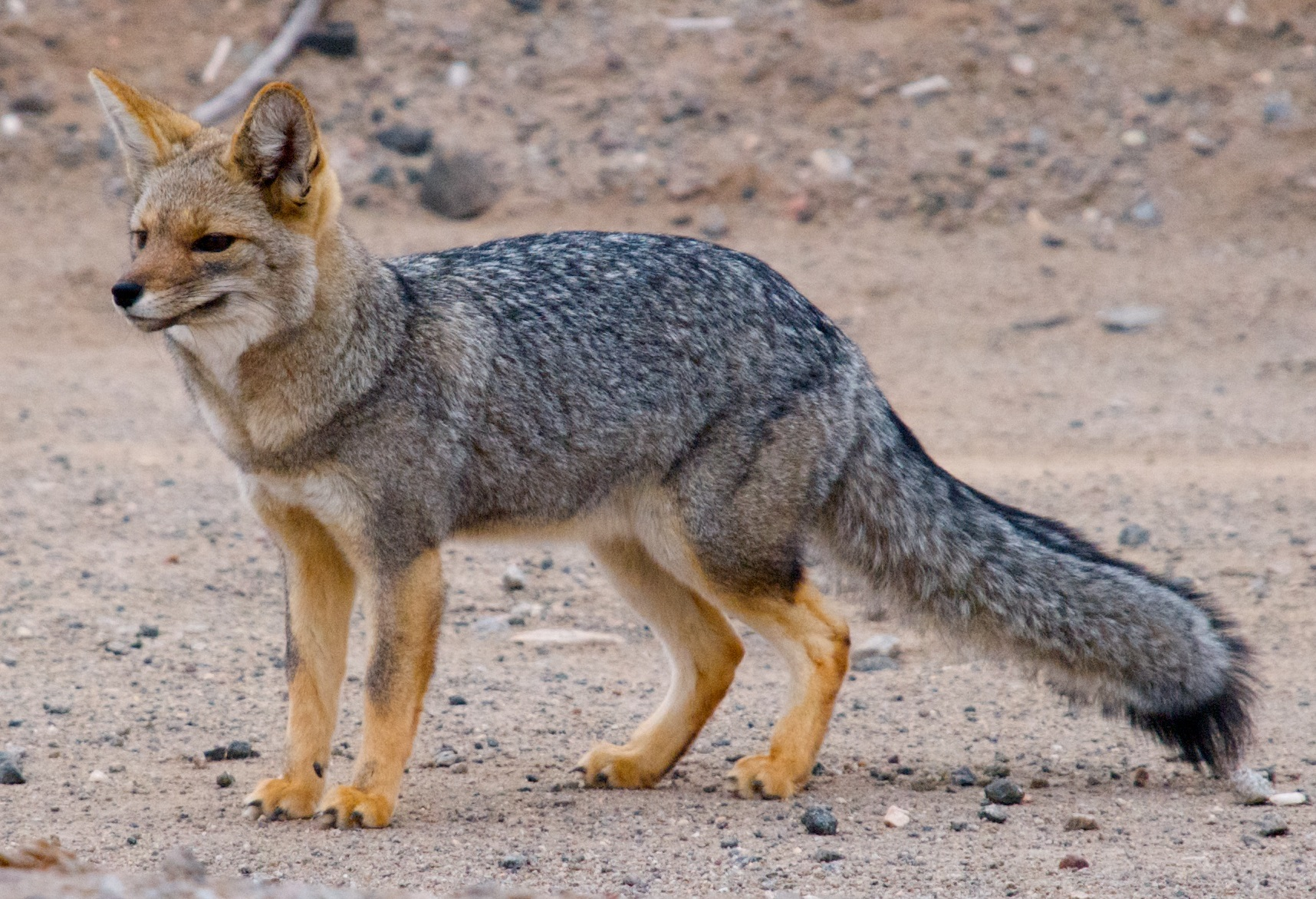
Zorro gris (Lycalopex griseus gracilis), La Rioja.
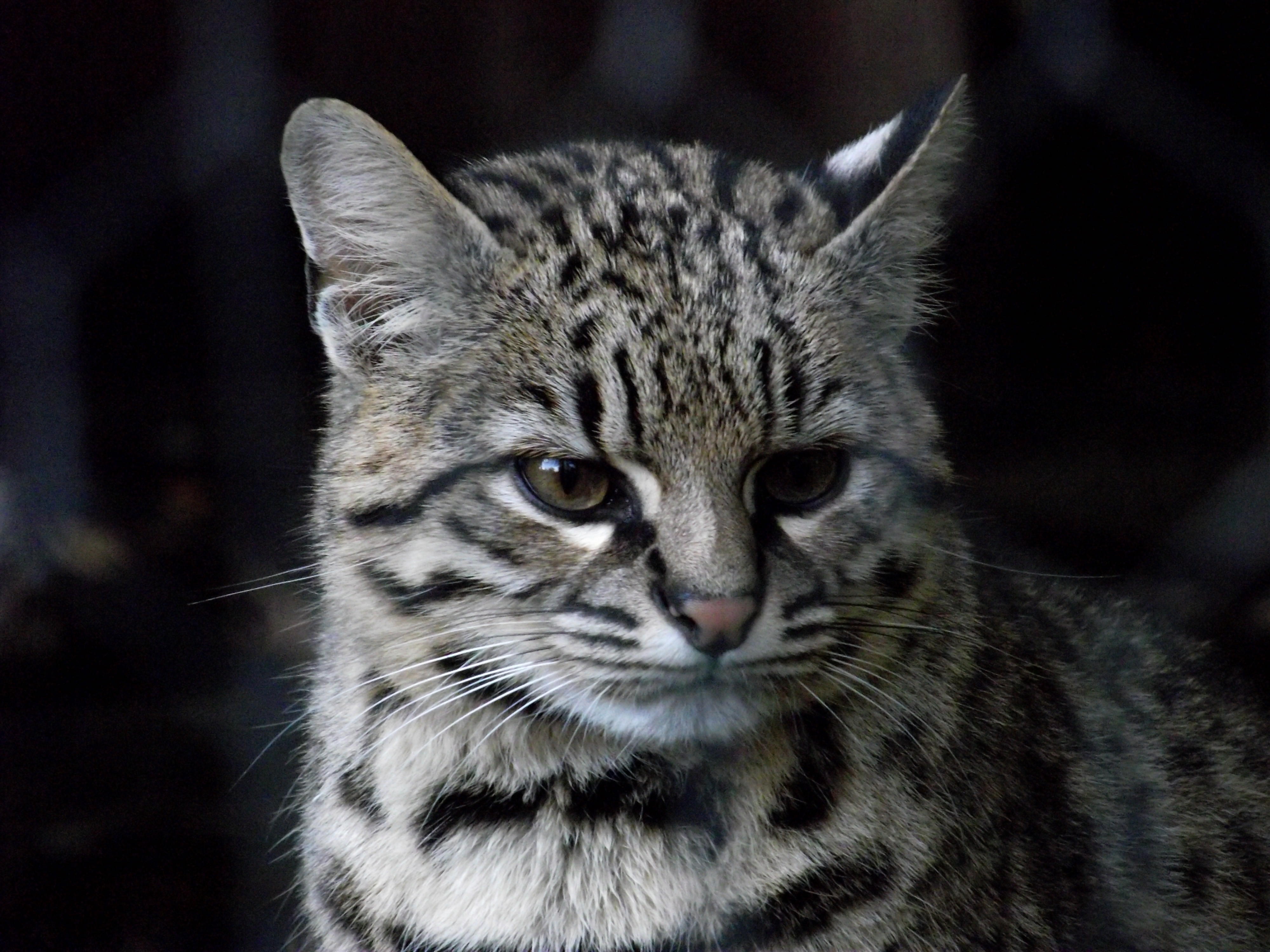
Gato montés (leopardus geoffroyi).
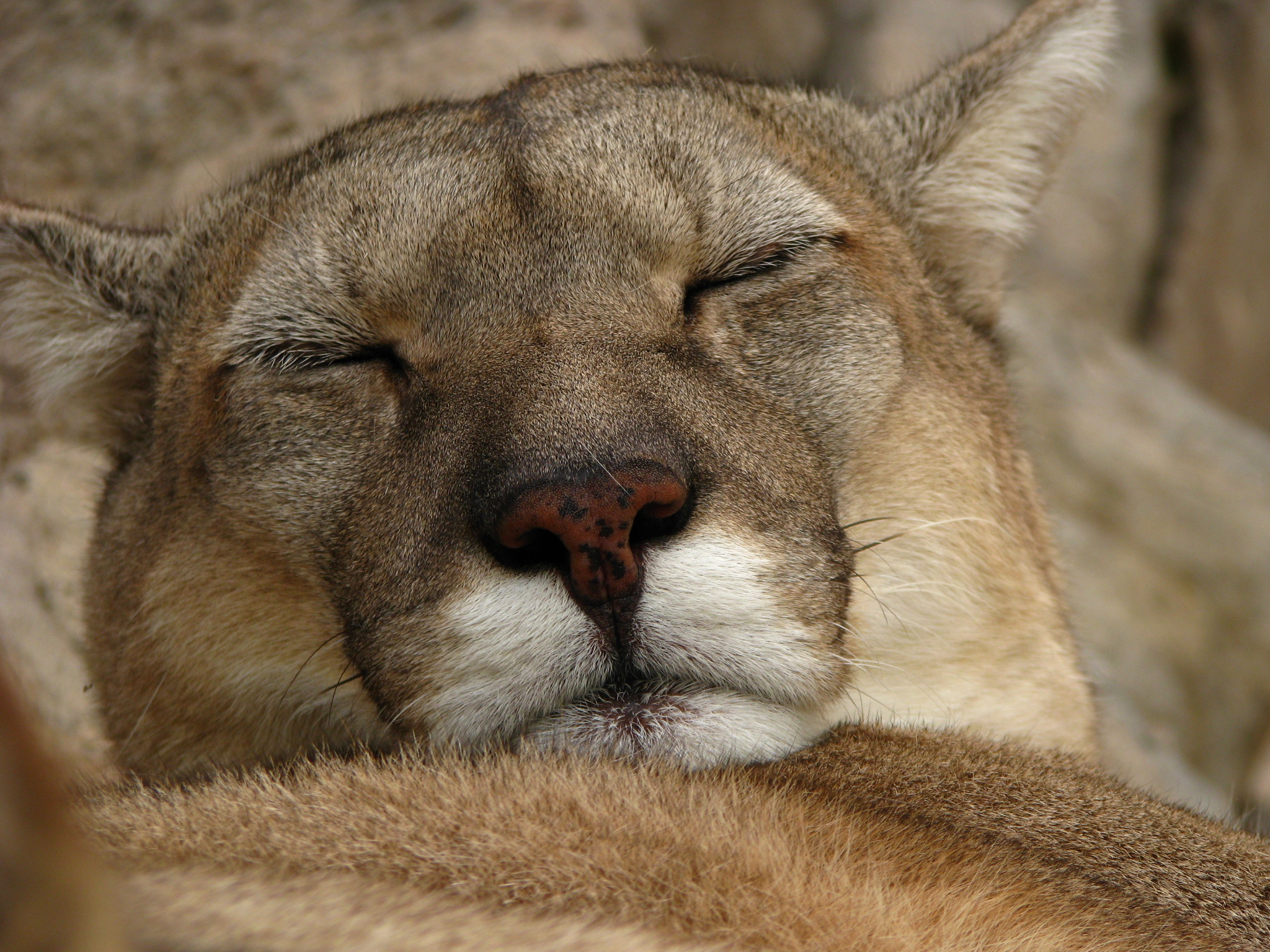
Puma (puma concolor puma) en el zoológico de Mendoza

## Áreas Naturales Protegidas
La tabla que sigue muestra las áreas naturales protegidas ubicadas dentro de este distrito o en su frontera ordenadas de norte a sur.. 
| Fecha de creación | Denominación              | Figura de protección                                                      | Provincia        | Departamento                    | Área (ha) | En transición con           | Ref           |
| ----------------- | ------------------------- | ------------------------------------------------------------------------- | ---------------- | ------------------------------- | --------- | --------------------------- | ------------- |
| 1981              | Embalse Quebrada de Ullum | Paisaje protegido                                                         | San Juan         | Ullum                           | 7212      | Monte de Sierras y bolsones | [ 2 ]         |
| 1999              | Lagunas de Huanacache     | Reserva de biosfera                                                       | Mendoza San Juan | Luján de Cuyo                   | 340 000   |                             | [ 3 ]         |
| 1985              | Telteca                   | Reserva provincial de flora y fauna                                       | Mendoza          | Lavalle                         | 20 400    |                             |               |
| 1983              | Divisadero Largo          | Reserva natural                                                           | Mendoza          | Capital                         | 492       | Monte de Sierras y bolsones | [ 4 ]         |
| 1961              | Ñacuñán                   | Reserva de biosfera                                                       | Mendoza          | Santa Rosa                      | 12 880    |                             |               |
| 1996              | Sierra Pintada            | Reserva de uso múltiple                                                   | Mendoza          | San Rafael                      | 5000      |                             | [ 5 ]         |
| 1977              | Lihué Calel               | Parque nacional                                                           | La Pampa         | Lihuel Calel                    | 32 514    | Espinal                     |               |
| 1974              | La Humada                 | Reserva natural                                                           | La Pampa         | Chical Co                       | 5000      |                             | [ 6 ]         |
| 1974              | La Reforma                | Reserva natural                                                           | La Pampa         | Limay Mahuida                   | 5000      | Espinal                     | [ 7 ]         |
| 1974              | Pichi Mahuida             | Reserva natural                                                           | La Pampa         | Lihuel Calel                    | 4119      | Espinal                     | [ 8 ]         |
| 1993              | Casa de Piedra            | Reserva natural                                                           | La Pampa         | Puelén                          | *         |                             |               |
| 1996              | Auca Mahuida              | Reserva de uso múltiple                                                   | Neuquén          | Pehuenches Añelo                | 77 020    | Estepa patagónica           | [ 9 ]         |
| 2004              | Provincia del Monte       | Parque universitario (U. Nac. del Comahue)                                | Neuquén          | Confluencia (Ciudad de Neuquén) | 70        |                             |               |
| 1996              | El Mangrullo              | Reserva provincial de uso múltiple                                        | Neuquén          | Picún Leufú                     | 8800      |                             | [ 10 ]        |
| 2005              | Santa Teresa              | Reserva Privada de Vida Silvestre                                         | Neuquén          | Collón Curá                     | 75 000    | Estepa patagónica           | [ 11 ]        |
| 1996              | Valle Cretácico           | Área natural protegida                                                    | Río Negro        | El Cuy                          | *         |                             | [ 12 ]        |
| 1997              | Paso Córdova              | Área natural protegida municipal                                          | Río Negro        | General Roca y El Cuy           | *         |                             | [ 13 ]        |
| 1986              | Meseta de Somoncurá       | Área natural protegida                                                    | Río Negro        | 9 de Julio y Valcheta           | 1 600 000 | Estepa patagónica           |               |
| 1993              | Bahía de San Antonio      | Área natural protegida                                                    | Río Negro        | San Antonio                     | 80 855    | Mar Argentino               |               |
| 1998              | Puerto Lobos              | Área natural protegida                                                    | Río Negro        | San Antonio                     | 44 450    | Mar Argentino               | [ 14 ]        |
| 1984              | Caleta de Los Loros       | Reserva de uso múltiple                                                   | Río Negro        | Adolfo Alsina                   | 9000      | Mar Argentino               | [ 15 ]        |
| 1971              | Punta Bermeja             | Área natural protegida                                                    | Río Negro        | Adolfo Alsina                   | 1900      | Mar Argentino               |               |
| 1966              | Punta Loma                | Reserva natural turística - Área Natural Protegida                        | Chubut           | Biedma                          | 1707      | Mar Argentino               | [ 16 ] [ 17 ] |
| 1985              | Punta León                | Reserva natural turística - U. Invest. Biológica - Área Natural Protegida | Chubut           | Rawson                          | 300       | Mar Argentino               | [ 18 ]        |

* A la fecha no se ha definido superficie

### Disponible en Internet
- Rodrigo G. Pol, Sergio R. Camín y Andrea A. Astié. Ecorregiones del Monte (enlace roto disponible en Internet Archive; véase el historial, la primera versión y la última). Capítulo 9 en Brown, A; Martínez Ortiz, U; Acerbi, M; y Corcuera, J. (Editores) La Situación Ambiental Argentina 2005.  1.ª edición: Fundación Vida Silvestre Argentina, Buenos Aires, 2006. ISBN 950-9427-14-4
- Matteucci Silvia D. Ecorregión Monte de Llanuras y Mesetas. Capítulo 10 de Morello, Jorge, Matteucci, Silvia Diana, Rodríguez, Andrea F y Silva, Mariana E. Corregiones y complejos ecosistémicos argentinos. 2º edición. GEPAMA. Universidad de Buenos Aires, 2018. ISBN 978-987-1922-25-3.